# Брассёр де Бурбур, Шарль-Этьен
Шарль-Этье́н Брассёр де Бурбу́р, аббат (фр. Abbé Charles-Étienne Brasseur de Bourbourg, 8 сентября 1814, Бурбур, Департамент Нор, Французская империя — 8 января 1874, Ницца, Французская республика) — французский историк, лингвист, этнограф, один из основоположников научной майянистики. Известен как полевой исследователь мезоамериканских доколумбовых цивилизаций, особенно майя и ацтеков. Национальный институт антропологии и истории Мексики присуждает «Награду Карлоса Эстебана Брассёра де Бурбура» за лучшую иностранную работу по истории и культуре Мексики.
Происходил из французско-фламандского семейства буржуа департамента Нор, обосновавшегося после революции 1830 года в Генте; третий сын. В молодости стремился стать писателем, совсем молодым человеком познакомился с Ламартином и получил возможность печататься в парижских газетах и журналах. Опубликовал два десятка исторических романов и научно-популярных сочинений, некоторые из которых получили известность и переиздавались до 1880-х годов. Получив духовное образование в семинарии Гента, принял сан секулярного клирика, далее как духовник сопровождал некоего богатого молодого человека в Рим. В 1845 году получил назначение профессором церковной истории в Квебекской семинарии, из-за ссоры с епархиальным начальством проработал только четыре месяца. За это время напечатал биографию епископа Лаваля — основателя семинарии и Квебекской епархии. После знакомства в Бостоне с У. Прескоттом Брассёр де Бурбур принял решение изучать цивилизации Мезоамерики, сначала как миссионер Конгрегации пропаганды веры, затем как исследователь французского Министерства народного просвещения. Шестикратно совершал длительные путешествия в Мексику и Гватемалу, где обнаружил множество исторических источников колониальной эпохи, в том числе «Словарь из Мотуля», опубликовал эпос индейцев киче «Пополь-Вух», индейскую драму «Рабиналь-ачи» и рукопись епископа Диего де Ланда «Сообщение о делах в Юкатане», без которой была бы невозможна дешифровка письменности майя. В то же время разделял ряд оккультных теорий своего времени, считал, что цивилизация майя происходит из Атлантиды.
Существуют три биографии Брассёра де Бурбура, изданные в 1957, 2000 и 2015 годах, — все на французском языке.

## Биография

### Годы становления (1814—1845)
Бурбур — небольшой фламандский город недалеко от Дюнкерка, вошедший в состав Французского королевства в XVII веке. В актах гражданского состояния сохранилась запись от 10 сентября 1814 года, где упоминались родители Шарля-Этьена — Шарль Франсуа Жозеф Брассёр, 38-летний производитель масла, и его 27-летняя жена, урождённая Жюли Пелажи Луиза Йоос; в этом же акте указано, что их третий сын родился в шесть часов утра 8 сентября. Свидетелями выступили дядя по отцовской линии и дедушка по материнской — родственники происходили из буржуа достатка выше среднего. Крёстной матерью стала кузина по материнской линии — жена адвоката, владевшего шато Muchembled в деревне Лооберге, где была большая библиотека, упомянутая в одном из произведений аббата. Ранее родились сыновья Жюль и Гюстав. В 1816 году в семье появилась дочь Матильда-Жюли; судя по переписке, аббат был очень привязан к сестре до самой своей смерти, но никогда не упоминал о брате Ашиле-Александре, родившемся в 1818 году. Школьное образование Шарль-Этьен получал в Сент-Омере, а потом сменил ещё несколько учебных заведений. К 15-летнему возрасту он познакомился с историей Центральной и Южной Америки: в библиотеке родственника имелись сочинения о завоевании Мексики Антонио де Солиса-и-Риваденейры и Антонио де Эррера-и-Тордесильяса, и французский перевод реляций Эрнана Кортеса, а также «Завоевание Флориды» де Сото и «История государства инков» Гарсиласо де ла Вега. После Июльской революции 1830 года семейство уехало в Гент, ставшем частью новой страны — Бельгии. В 1832 году молодой Шарль заинтересовался сенсационными новостями об открытии в Бразилии якобы древнегреческого надгробия, и тогда же в Journal des savants было опубликовано изложение отчёта Антонио дель Рио об открытии руин Паленке. Впоследствии Брассёр де Бурбур, вспоминая об этом, называл себя «школьником», и его биографу Жан-Мари Лебону удалось установить, что первая публикация в этом журнале о руинах близ деревни Паленке относилась к 1823 году. В 1832 году 18-летний Брассёр познакомился с Ламартином и активно вёл в родных местах избирательную кампанию в его пользу, когда политик избирался в парижскую палату депутатов, а затем участвовал и в кампании 1834 года.
В молодости Брассёр настаивал на своей фламандской идентичности и даже отстаивал средневековые теории, что фламандский язык — это праязык Адама. К 20-летнему возрасту он хотел стать писателем и публицистом, печатаясь, в основном, в газете легитимистов Journal de Dunkerque под именем «Брассёр де Бурбур»; стиль его и аргументация явно отмечены влиянием Ламартина. В этой газете в 1835—1837 годах выходили длинные исторические тексты или изложение местных легенд в романтическом духе. Исторический архив Валансьена в 1837 году опубликовал написанную Шарлем-Этьеном «Историю Бурбура». 1838 годом датирована «Элегия» памяти аббата Леклерка, викария в Бурбуре, состоящая из шести александрийских стихов и шести стихов, написанных восьмисложником. Легенда о «Белой даме», опубликованная с продолжением, посвящена мадемуазель Клеманс — кузине Этьена, моложе него на четыре года. 28 декабря 1839 года она вышла замуж за другого своего кузена; предположительно, крах романтических устремлений обратил Брассёра к церковной карьере, на которую в его предыдущих публикациях и переписке ничего не намекало. 22-летний публицист был избран членом Общества антикваров мориниев в Сент-Омере и в 1837 году упоминался как член-корреспондент парижского Исторического института. В том же году при поддержке Ламартина Шарль-Этьен публиковался в столичной газете Le Temps. В 1839 году в свет вышел дебютный роман 25-летнего писателя — «Серапейон: эпизод истории IV века». В предисловии указано, что Брассёр находился тогда в коллеже Фонтене-о-Роз. Обстоятельства получения духовного образования и личных исканий молодого писателя документированы очень скудно. Роман постигла неудача: по словам Ж.-М. Лебона, он был написан на стандартный католический сюжет, помещаемый в те или иные исторические декорации. В парижской клерикальной газете L’Univers отметили «прискорбное сходство» с романом Шатобриана «Триумф христианской религии», впрочем «Серапейон» был переиздан в 1853 году. Благодаря своему роману Шарль-Этьен стал членом Общества французских писателей. В 1840 году родители Шарля-Этьена официально обосновались в Генте, где в списках городских жителей значились как рантье. Обстоятельства этого решения также совершенно неизвестны.
В октябре 1840 года Шарль-Этьен приступил к занятиям в Гентской семинарии. В архиве сохранилось его личное дело № 1860, из которого следует, что его именовали по-латыни Brasseur Carolus Stephanus, и он проучился четыре семестра — до 1 октября 1842 года. За это время Брассёру доверили сверку фонда библиотеки и составление каталога. Спустя тридцать лет аббат утверждал, что именно в семинарии «научился ценить серьёзные книги, которые в наш век безвкусных газет и легкомысленных журналов почти никем не открываются». 20 мая 1842 года в Гентском соборе он принял тонзуру. В октябре он перешёл в семинарию в Камбре, и далее в Версаль. Ректор версальской семинарии Бланкар де Байёль командировал своего талантливого подопечного в Италию в качестве духовника и учителя некоего молодого человека.

### Пастырская и писательская деятельность. Италия — Канада — Массачусетс (1842—1847)

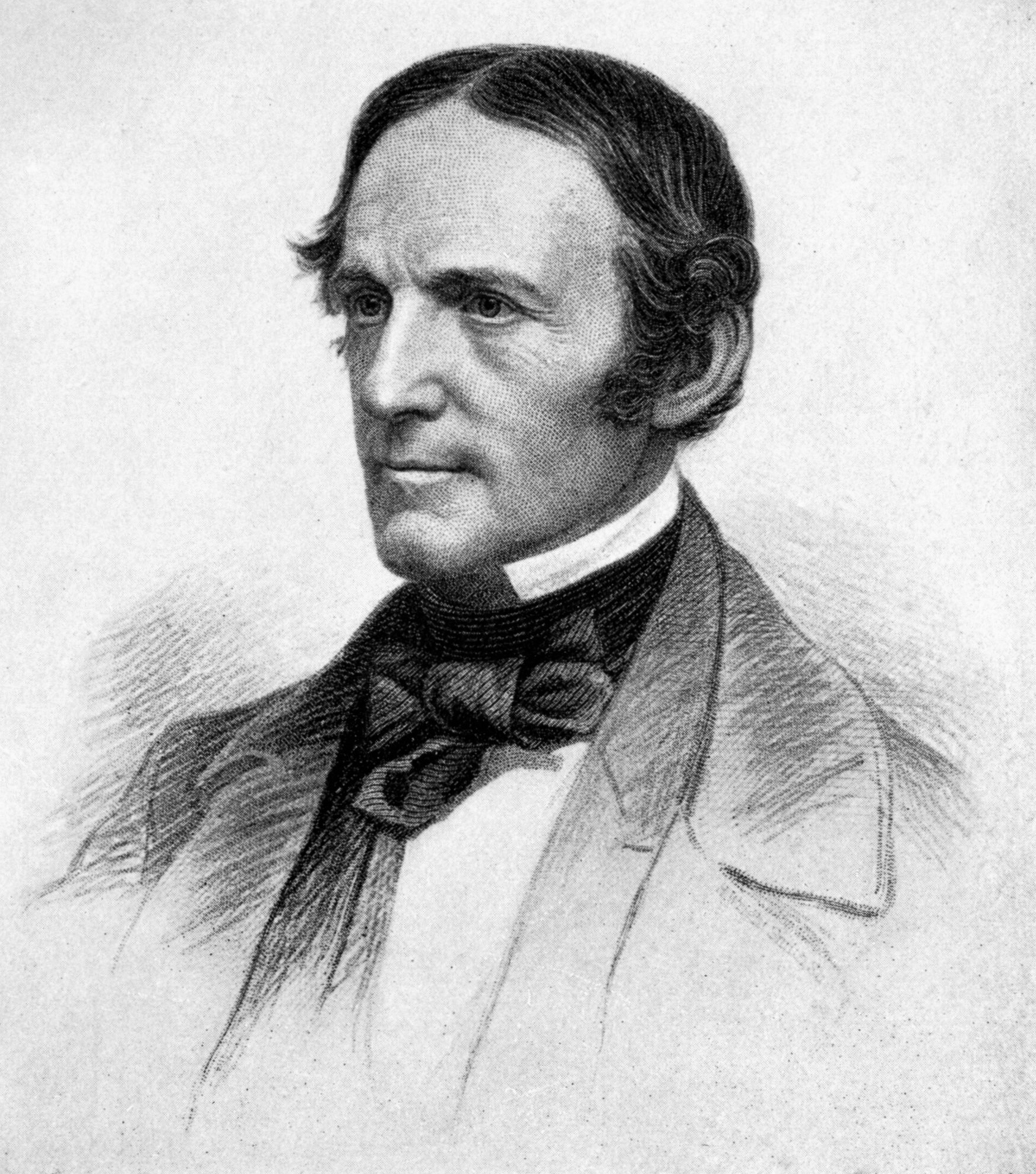
Историк Уильям Прескотт

Новый, 1843 год Брассёр де Бурбур и его воспитанник встречали в Генуе, в одном отеле с ними оказались гардемарины Военно-морской академии США, которым предстояла практика на фрегате «Коламбус», представлявший флот Америки на Средиземном море. На Страстную неделю 1843 года молодой священник обосновался в Риме, ежедневно участвовал в богослужениях с папой Римским, в том числе и в Сикстинской капелле. Шарль-Этьен имел время для посещения занятий в Сollegium Romanum и университете Ла-Сапиенца, и даже был представлен знаменитым лингвистам — кардиналам Маю и Меццофанти. Пребывание в Риме заняло 21 месяц. Судя по переписке, главным его интересом в столице католического мира была не теология, а история и археология. Летом 1843 года Брассёр де Бурбур нашёл себе издателя — Луи Лефора из Лилля, который только что основал издательство и искал постоянных авторов. Его типография работала на тысячи приходских библиотек Франции, а также выпускала по четыре новые книги в год (томик формата ин-октаво выпускался по 30 сантимов, а годовая подписка стоила 6 франков). В августе вышел роман «Огюст Фовель», а в октябре — «Селим, паша Салоникский», а затем и двухтомная «переработка английского оригинала» неуказанного автора под названием «Ирландское семейство». «Семейство» переиздавалось, по крайней мере, трижды до 1860 года. Кроме того, Лефор выпустил под псевдонимом «Этьен-Шарль де Равенсбург» научно-популярную историю Иерусалима. Она построена традиционно, исходя из датировки Рождества Христова как 4000 года от сотворения мира. Книга завершалась призывом возродить рыцарские ордена, вернуть христианскому миру Святую землю и защитить арабов-христиан. В обзоре церковной печати 1843—1844 года историю Иерусалима характеризовали как «хорошо написанную, но несколько претенциозную».
В течение 1844 года Лефор выпустил три книги Брассёр де Бурбура — романы с моралью: «Рыбаки побережья, или Изгнание»; «Вильгельм, или Прощение христиан», действие которого происходит в XVI веке, и «Крестные муки» об осаде Антиохии во время Первого крестового похода. По сюжету «Мук», граф Рауль де Барневиль схвачен мусульманским эмиром Мосула, что позволило автору развернуть религиозную критику. Осенью 1844 года в Рим прибыл канадский клирик Леон Жингра, который до отъезда возглавлял главную семинарию Квебека. Жингра был большим поклонником Шатобриана и свёл с ним знакомство в Париже, соответственно, на почве почитания поэта они сошлись и с Брассёром. 28 октября 1844 года датировано прошение генеральному викарию Квебекской епархии о гарантиях Брассёр де Бурбуру на получение прихода в именно в этой епархии, ибо в то время произошёл раскол между церковными властями Квебека и Монреаля; Шарль-Этьен именовался «редкостной птицей, которую нельзя упустить». Далее Жингра отбыл на Сицилию, в Египет и на Святую Землю, но неизвестно, сопровождал ли его Брассёр. В предисловии к одной из своих книг он мельком упоминал поездку на Сицилию, но не уточнял ни даты, ни причины. В Риме Брассёр де Бурбур был рукоположён, но неизвестен ни церковный приход, ни дата этого события. В ватиканских документах он именуется секулярным клириком. В 1845 году почти одновременно ушли из жизни оба родителя Шарля: мать 12 февраля в возрасте 58 лет, а 69-летний отец 8 марта. Брассёру пришлось срочно покинуть Рим и отправляться в Гент заниматься наследственными делами и поклониться могилам родителей. Квартировал он, по-видимому, в семье сестры Матильды. Примерно тогда же у Лефора в Лилле вышло новое художественное произведение новоиспечённого аббата «Эжени де Ревель: Мемуары о последних годах восемнадцатого века».
Получив приглашение из Канады, Брассёр из Гента приехал в Ливерпуль, где в июле поднялся на борт парохода Cambria фирмы Cunard, следовавшего в Бостон. Во время этого рейса пакетбот получил «Голубую ленту Атлантики», поставив рекорд скорости — 10,7 узлов, то есть 476 км в сутки и 9 суток 20 часов и 30 минут в пути. В дальнейшем аббат пересекал Атлантический океан четырнадцать раз. В Бостоне Шарль-Этьен встретился с должностными лицами епископата, но не поладил с епархиальным коадъютором Фицпатриком. В Квебеке его ожидал покровитель отец Жингра, прибывший двумя месяцами ранее из своего паломничества. Курс церковной истории в семинарии профессор Брассёр де Бурбур начал читать 14 ноября 1845 года и сразу же вызвал неудовольствие начальства, ибо осуждал галликанство; в итоге ему позволили прочитать только восемь лекций. Ему было отказано в работе с архивом семинарии, но пустили в епархиальное архивохранилище, и Шарль-Этьен вскоре начал публиковать биографию Франсуа де Лаваля (1623—1708), первого епископа Квебека, в котором открыто описал конфликт церковных и светский властей Квебекской колонии, отдавая предпочтение действиям Лаваля против генерал-губернаторства. Также он явно не одобрял иезуитов и восхвалял сульпициан, под управлением которых находилась епархия, а также общался с местными клириками-вольнодумцами, все из которых были изгнаны из семинарии — аббатами Мишелем Эдуардом Мето и Пьером-Анри Буши, историком Франсуа-Ксавье Гарно, иезуитами Жаном-Батистом Фалёром и Антуаном-Николя Брауном. Через полгода после прибытия в Квебек аббат получил «любезное указание» покинуть пределы епархии. 18 мая 1846 года Брассёр вернулся в Бостон, где был принят светским обществом и довёл до совершенства свой английский язык; в августе Фицпатрик возглавил Бостонскую епархию и назначил Шарля-Этьена генеральным викарием, но уже через четыре месяца он вернулся в Европу.
Биографы Брассёра отмечали, что резкий перелом в деятельности аббата настал после встречи с историком Уильямом Прескоттом и прочтения его «Истории завоевания Мексики», опубликованной в 1843 году и переведённой на французский язык Амедеем Пишо в 1846-м. Прескотт владел французским языком и работал над биографией Мольера, он хорошо ориентировался в современной ему французской литературе и историографии. Клирик и историк довольно быстро рассорились, ибо Прескотт крайне негативно оценивал роль фламандцев, прибывших в Испанию при Карле V. При этом многое в интеллектуальном отношении Брассёр де Бурбура к мезоамериканским цивилизациям восходит к основному труду Прескотта, включая сравнение индейцев с «жителями другой планеты», чьё мышление нуждается в дешифровке европейцами, а также гипотеза о происхождении американских цивилизаций из Атлантиды. В предисловии к «Истории завоевания Мексики» Прескотт выражал удивление, что ни один из известных ему документов о доколумбовом прошлом Центральной Америки не был извлечён из испанских архивов, впрочем, считая, что там всё было уничтожено инквизиторами.
Во Франции Брассёр де Бурбур получил место в епархии Арраса; ранее напечатанные в Лилле книги давали доход, позволявший пересекать океан (каюта второго класса на пакетботе стоила 70 фунтов стерлингов) и безбедно существовать на родине. Лефор выпустил шестой роман Шарля-Этьена «Изгнание Тадмора, или Князья огня: персидская история VII века», без указания его фамилии. Сюжет романа вращается вокруг обращения зороастрийцев в христианство и их мученичества. Далее последовал ещё один «поучительный» роман «Норвежские крестьяне, история правления Карла XIV». Здесь молодой католик Улоф Хелленшерна несправедливо обвинён в убийстве лютеранина и приговорён к смерти. Однако сестре Улофа удаётся добраться до королевы в Стокгольме, доказав его невиновность и найти настоящего убийцу. Этот роман был самым популярным у Брассёра де Бурбура и переиздавался девять раз до 1884 года. Третьим романом, из выпущенных в 1846 году, стал «Испытания судьбы и невзгоды», на титульном листе которого значилось «Автор „Ирландской семьи“», за следующие тридцать лет он переиздавался семь раз. Критики адресовали эту книгу детям и отрочеству ввиду «нравственности и назидательности». Книги аббата Брассёра нередко использовались для награждения учеников воскресных школ, что служило хорошей рекламой. Также цензура одобрила книгу о Св. Петре в Риме и Ватикане, которая вышла под псевдонимом «Этьен-Шарль де Равенсбург»; именно здесь 16 страниц занимают воспоминания аббата о его поездке в Рим в Пасхальную неделю 1843 года. В книге много восхвалений иезуитов, обычно не свойственных Шарлю. В 80-страничном приложении Брассёр перепечатал римские впечатления шести авторов, включая Шатобриана. Эта книга переиздавалась в 1853 и 1859 годах. Бывшее начальство в Квебеке тем временем запрашивало мнения каноника Майи в Аррасе, у которого Шарль-Этьен исповедовался, и тот ответил, что Брассёр «добрый католик, хороший священник, но не слишком твёрдый в своём предназначении».
В самом начале 1847 года Брассёр, пользуясь не снятым с него званием генерального викария Бостонской епархии, отправился в Париж и Рим. В тот период из-за массовой миграции ирландцев за океан в Ватикане пристально следили за организацией церкви в Канаде и США, где не хватало приходских священников, учителей и церковных зданий. Брассёр де Бурбур оказался ценным информатором; объёмный отчёт он отправил главе Священной канцелярии кардиналу Каструччо Кастракане дельи Антельминелли ещё в декабре 1846 года. Отчёты писались и в Риме в январе — феврале 1847 года, в одном из них давалась крайне низкая оценка деятельности властей Квебекской епархии. 3 февраля 1847 года в Алжире в военном госпитале умер от ран старший брат аббата — Гюстав Бенуа, служивший в 43-м пехотном полку. 15 июля 1847 года Конгрегация пропаганды веры выдала Брассёру де Бурбуру миссионерское удостоверение.

### Первое путешествие в Центральную Америку. Мексика — Калифорния (1848—1851)

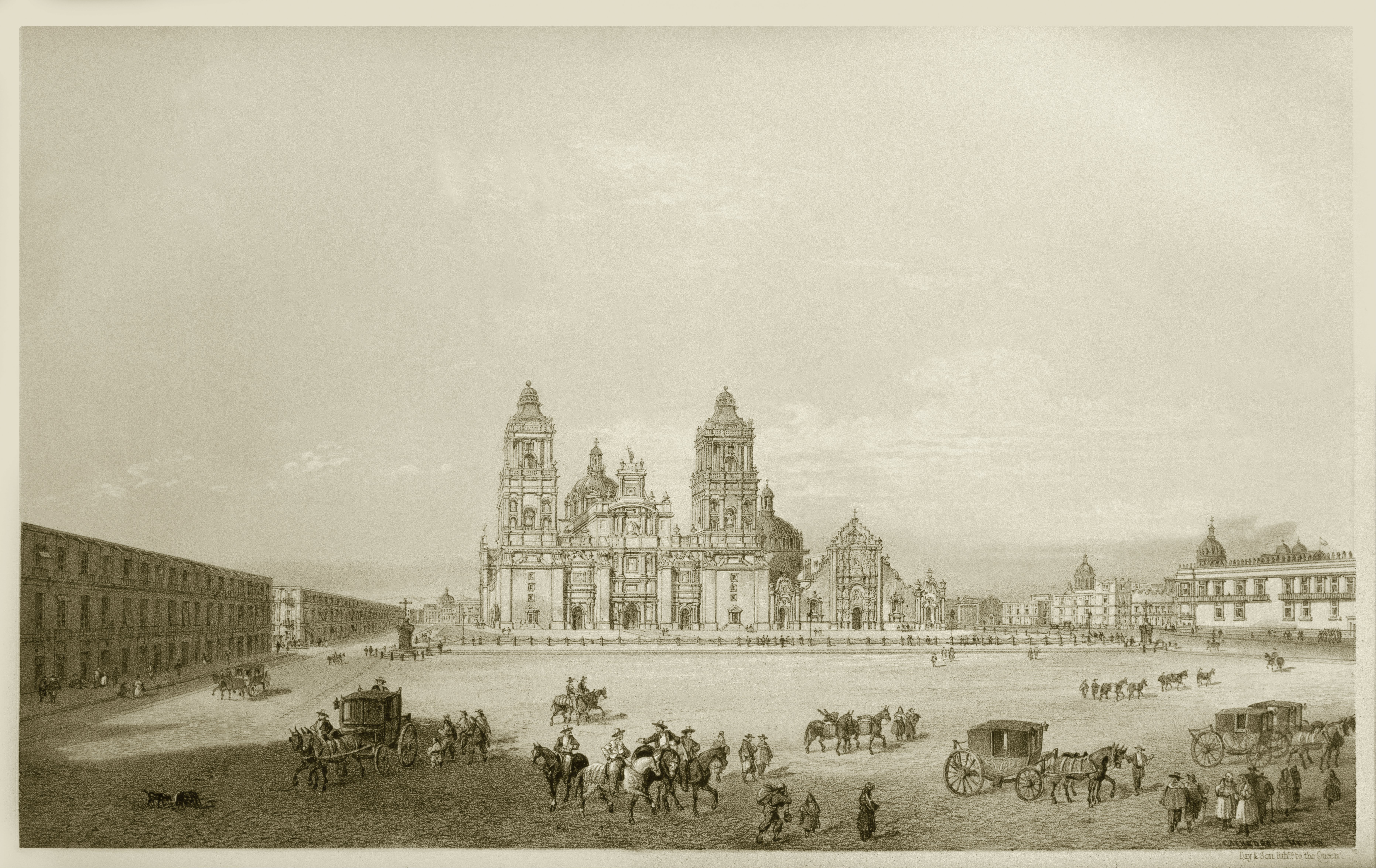
Кафедральный собор Мехико в 1848 году

Задержавшись из-за Февральской революции 1848 года в Риме, Брассёр де Бурбур выехал в Париж весной, ещё до провозглашения в Вечном городе республики. В июле он уже пересекал Атлантику, из Бостона проследовав через Великие озёра, а далее спустился по Миссисипи до Нового Орлеана. Оттуда он морем добрался до Веракруса, познакомившись на пароходе с французским послом Левассёром, и добирался до Мехико с его семьёй и свитой, получив должность капеллана дипломатической миссии. Он даже удостоился приёма у министра иностранных дел и получил доступ в национальный архив, и подружился с директором Национального музея Мексики Исидро Рафаэлем Гондра, немедленно приступив к изучению фондов. В отличие от склонных к снобизму европейцев, аббат охотно общался с мексиканской интеллигенцией, профессор канонического права университета иезуит дон Базилио Мануэль Арильяга-и-Балькарсе предоставил ему вход в университетскую библиотеку. В круг общения Брассёра входили историк Лукас Аламан и Эскалада, издатель Хосе Мария Андраде, библиофил, ректор Коллегии Сан-Грегорио Хосе Мария де Хесус Диес де Сольяно-и-Давалос (он обеспечил доступ в монастырские библиотеки), и другие лица. Впрочем, аббата холодно встретили в архиепархии Мехико — формально из-за отказа носить сутану, и в коллегии Санта-Крус-де-Керетаро. Также Брассёр нашёл консультанта по языку науатль — дона Фаустино Галисия Чимальпопока, профессора индейских языков в университете, по происхождению — потомка брата императора Монтесумы. Найденную в монастыре Сан-Грегорио рукопись аббат назвал в его честь «Кодексом Чимальпопоки». Хотя ему не удалось поехать на Юкатан из-за военных действий, Брассёр выписал первую газету, издаваемую в Мериде, — Registro Yucateco.
Когда Шарль-Этьен Брассёр собирался в путь, только что закончилась американо-мексиканская война. По условиям договора Гуадалупе-Идальго, подписанного 2 февраля 1848 года, к США были присоединены Верхняя Калифорния, Новая Мексика и район нижней Рио-Гранде. Вместе с Техасом и территорией, приобретённой США в 1853 году, это составило более половины (55 %) всей довоенной площади Мексики. В начале июля 1850 года аббат Брассёр де Бурбур отправился в Северную Мексику, посетив Тулу, Гуанахуато, Гвадалахару и Масатлан (в этом городе была французская община). Из Масатлана Шарль-Этьен отплыл на чилийском пароходе в Сан-Франциско, где набирала обороты золотая лихорадка, поездку финансировал почётный консул США в Веракрусе Луи Станислас Аргос. По-видимому, авторитет Брассёра хотели использовать для переговоров между Мексикой и США по вопросу отторжения территорий Нью-Мексико, но миссия оказалась неудачной. Новые документы о поездке Брассёра обнаружились только в 1971 году, из его переписки с епископом Балтиморским Сэмюэлом Эклстоуном следует, что главной целью было исследование состояния миссий францисканцев, имущество которых было секуляризовано одним из первых в 1848 году и выставлено на аукцион. По пути он исследовал церковные архивы. Миссия оказалась провалена с самого начала: в американской прессе Брассёра объявили чуть ли не папским нунцием, калифорнийский епископ принял его за самозванца. Миссия в Калифорнии продлилась от 20 августа по 1 сентября 1850 года. Обратно в Мехико аббат возвращался морем через Акапулько, а затем проехал в Шокичалько и Куэрнаваку, вернувшись 29 сентября. Новости были утешительными: из Рима был назначен апостольский нунций Мексики, чья должность пустовала четыре года, а в Лилле вышло второе издание романа о персидской истории VII века, к которому был приложен список из 13 сочинений автора, чья фамилия не значилась в выходных данных. Тем временем Брассёр подвёл итоги своему пребыванию в Мексике, напечатав ограниченным тиражом «Четыре письма о цивилизованных народах Северной Америке, адресованных г-ну герцогу Вальми» — 75 страниц текста с 213 примечаниями. Герцогу Шарль-Этьен был представлен в 1844 году в Риме, когда он просил Святой Престол дозволить основание семинарий и учреждение епископатов в Индии. Книжка была отпечатана тиражом 68 экземпляров, и в Париже была замечена востоковедом Эдме Жомаром.
В августе 1851 году аббат покинул Мехико, передав оригинал «Кодекса Чимальпопоки» дону Фаустино Галисио, а с собой забрав его копию. Через Новый Орлеан он вернулся в Париж, сопровождаемый большим архивом подлинных рукописей или их копий, которые переписывал собственноручно. В октябре он на некоторое время обосновался в шато Мушембле в Лооберге, где для заработка писал роман о Багдаде, а зимовать поехал в Рим. 14 января 1852 года датирован «мемуар» о пребывании Брассёра в Мексике на имя папы римского Пия IX. В Риме он не задержался и переехал в Аррас, где активно включился в деятельность клерикального Сен-Викторского общества и писал длинные статьи для журнала Magasin Catholique Illustré. Проведя в Риме зиму 1853 года, аббат Брассёр подвергся нападкам квебекского духовенства за свои работы об истории Канады; в марте в Лилле вышел его новый роман «Халиф Багдадский, или Изгнанник, сцены из восточной жизни IX века». Тогда же скончался его родственник-библиофил Александр Мюшембле; с ним оборвалась связь Шарля-Этьенна с малой родиной.

### Второе путешествие в Центральную Америку. Гватемала — Рабиналь (1854—1857)

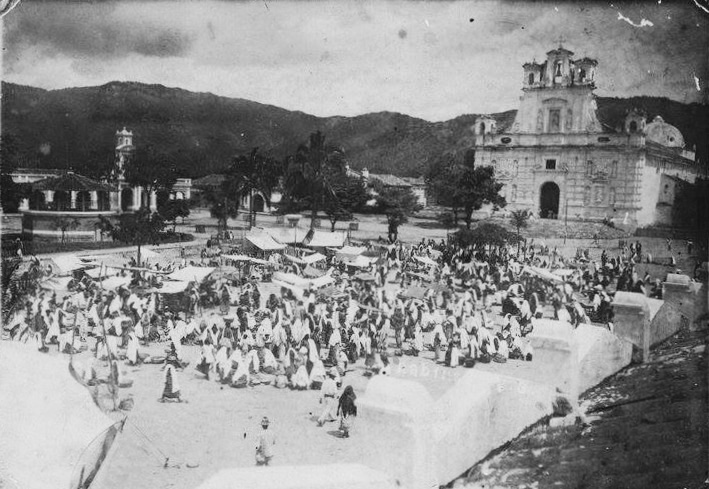
Соборная площадь в Рабинале на фото 1927 года

Весной и летом 1854 года Шарль-Этьен Брассёр де Бурбур квартировал в парижском Hôtel des Missions étrangères на улице Бак, общаясь преимущественно с учёными. Далее он через Ливерпуль отбыл в Нью-Йорк, где познакомился с Эфраимом Скуайером, далее проехал в Вашингтон, где общался с Бэкингемом Смитом и Генри Скулкрафтом. Бурбур решил ехать в Никарагуа, для чего продал рукопись «Словаря из Мотуля», которую купил у антиквара в Мехико за несколько лет до этого; новым её владельцем стал Джон Картер Браун из Провиденса. Далее аббат отбыл в Сан-Хуан де Никарагуа, оказавшись в стране, охваченной гражданской войной. Когда он добрался до Сальвадора, в ночь с четверга на Страстную пятницу 1854 года Сан-Сальвадор был разрушен землетрясением. В феврале 1855 года Брассёр добрался до Гватемалы, где познакомился с голландским консулом Рудебеком и остановился в его доме. Далее французский консул свёл путешественника с высшими гражданскими и церковными чиновниками Гватемалы, включая президента республики. Самым ценным оказалось знакомство с архиепископом Франсиско де Паула Гарсия Пелаэсом, который в 1852 году опубликовал трёхтомную историю Гватемалы. Пустили аббата и в библиотеку доктора Хосе Мариано Падилья и этнографа Хосе Франсиско Игнасио де Хесус, автора первой географии Гватемалы. Именно в Гватемале аббат Брассёр впервые узнал о существовании Франсиско Сиснероса и его рукописных трудов, включая полный текст эпоса «Пополь-Вух» на языке киче, записанном латиницей. Оказалось также, что один из новых гватемальских друзей — дон Хуан Гаварете — заказал полную копию рукописи, а в 1844 году, наводя порядок в книгохранилище францисканского монастыря, обнаружил там рукопись «Анналов какчикелей», использованную писателем XVII века отцом Франсиско Васкесом. Эта рукопись перешла в собрание самого Брассёра де Бурбура. 24 апреля 1855 года датировано послание аббата кардиналу Франсони, префекту Конгрегации пропаганды веры, в котором спрашивается разрешение благословлять и освящать чётки и нательные крестики, чтобы хоть немного зарабатывать. Ответ последовал очень быстро (письмо зарегистрировано в Риме 4 июля, а запрошенные чётки и крестики были отгружены уже 13-го числа): в Ватикане не забыли о Брассёре и охотно приняли его отчёты о состоянии католических епархий в Центральной Америке. Для заработка аббат Брассёр публиковался в журнале Annales de philosophie chrétienne, и биограф Ж.-М. Лебон называл его научную продуктивность «стахановской». Епархиальные власти Гватемалы определили Брассёра в индейский приход Рабиналь в провинции Баха-Верапас (к тому времени Шарль-Этьен активно изучал язык киче), примерно в 90 километрах от столицы, куда отправился 15 мая.
В Рабинале нового главу прихода встретили с энтузиазмом, и даже предоставили экономку Руфину Альфаро, «мулатку лет пятидесяти», которая немного понимала по-французски (ранее она служила архиепископу Манагуа и даже побывала во Франции и Испании). Брассёр не был оторван от мира, ежемесячно отправлял корреспонденции и получал выписываемые газеты, 3 июня он сообщал, что в доме дяди своей прислуги обнаружил рукопись драмы «Рабиналь-ачи». Местные жители оценили его усилия по изучению языка и интерес к их истории, знавшие испанский язык братья Лопесы служили переводчиками и помогали разбирать текст на языке киче, записанный латиницей. Вскоре пришли известия, что член Академии надписей Проспер Мериме, ознакомившись с отчётами Брассёра из Гватемалы, предложил рекомендовать учёного правительству с целью получения субсидии для дальнейших исследований. Комиссия в составе Мериме, Жомара, Ампера и Анри-Адриена Лонгперье одобрила стипендию для исследовательских поездок и компенсации расходов на рукописи, но в сентябре прошение было отклонено министерством народного просвещения из-за исчерпания бюджета, и до 1859 года дело не двигалось. Мериме продолжал продвигать интересы Брассёра, в том числе через Жозефа де Гобино. Секретарь муниципалитета Рабиналя презентовал настоятелю рукописный словарь языка какчикелей, хотя Брассёр основные усилия сосредоточил на языке киче. Летом 1855 года публикации о своих успехах он поместил в «Гватемальской газете» и в американских изданиях New York Tribune (здесь было напечатано письмо об открытии драмы «Рабиналь-ачи» — «единственной [уцелевшей] в мире пьесой коренных американцев») и Weekly National Intelligencer. Американские публикации в конце года перепечатывались в лондонском The Athenaeum. Окормляя рабинальский приход, аббат в 1855—1856 годах исследовал древности. Так, в марте 1856 года он исследовал руины Кавиналя на реке Рио Кала — притоке Лакандона; в деревне Сан-Мигель-Чика раздобыл рукопись на местном диалекте, и памятники языка кекчей в деревне Тактики. Далее Брассёр обследовал городище Нимпоком, и 17 мая 1856 года покинул свой приход, рассчитывая вернуться в Париж. До августа 1856 года он работал в гватемальских библиотеках и архивах, но, по состоянию здоровья отправился в Пуэрто-Барриос и 11 августа отплыл в Белиз. Из английской колонии он перебрался на Ямайку, где был принят апостольским викарием иезуитом Дюпейроном, который дал Брассёру задание отыскать и собрать документы об истории католиков на острове до его завоевания англичанами. Лишь в феврале 1857 года, через Нью-Йорк и Ливерпуль Шарль-Этьен Брассёр де Бурбур вернулся в Париж. 17 апреля он дал публичную лекцию о своих путешествиях в Парижском географическом обществе.

### Франция. «История цивилизованных народов Мексики» (1857—1858)

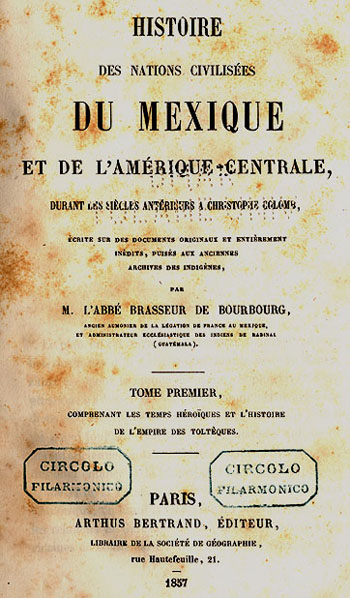
Титульный лист первого тома «Истории цивилизованных народов Мексики»

Практически сразу после возвращения на родину Брассёр де Бурбур выпустил в свет «Историю цивилизованных народов Мексики», основанную на множестве рукописей колониальной эпохи, которые аббат прочитал и скопировал в Мексике и Гватемале. Издание осуществила вдова типографа Артюс-Бертрана, хотя оно не финансировалось ни Министерством иностранных дел, ни Министерством народного просвещения; последнее даже отказалось от подписки на 25 экземпляров, обычной в то время. Первый том имел объём 440 страниц и посвящался легендарным тольтекам; второй том, объёмом 616 страниц, касался истории Анауака до прихода ацтеков, а также истории Юкатана и Гватемалы; третий том в 692 страницы описывал историю Оахаки, Мичоакана и государства ацтеков до прихода испанцев. Предисловие датировалось 16 июня 1857 года; компендиум посвящался Жозефу Обену, который приобрёл коллекцию Ботурини и пытался дешифровать письменность ацтеков. Обен уже в это время понимал, что письмо ацтеков отличалось от письменности майя и знал о существовании как Дрезденского кодекса, так и Парижского кодекса, впоследствии переоткрытого Леоном де Рони. Парижский кодекс был известен и художнику Агостино Альо, который приезжал его копировать в 1835 году, но десятый том «Древностей Мексики» лорда Кингсборо так и не был опубликован. В первом томе «Истории…» Брассёр де Бурбур ещё разделял идею, что древнейшие индейцы попали в Америку из Азии через регион Берингова пролива, но настаивал, что они находились в постоянном трансокеанском культурном обмене, считая фактом кораблекрушения китайцев и японцев и норманнскую колонизацию Канады, ссылаясь на Карла-Кристиана Рафна. Впрочем, как отмечал Ж.-М. Лебон почти 2000-страничный трёхтомник больше напоминает исторический роман, а его содержание настолько дробно и сложно, что несведущий читатель быстро теряется и «тонет» в богатейшем материале, отражающем представления XVI—XVII веков. Заслугой аббата несомненно является демонстрация сходства культурных черт цивилизаций Мезоамерики на протяжении столетий. Использованные им источники позволили судить почти исключительно о народах науа, населяющих центральную Мексику (плато Анауак) и мир майя Юкатана и Гватемалы. 16 июля 1857 года Брассёр стал соучредителем Общества американистов Франции, в которое входили Э. Жомар, Жозеф Обен, Эжен Бовуа, Эрнест Ренан, Юлиус Опперт и Леон де Рони. В 1858 году статьи Брассёра появлялись в каждом томе Nouvelles annales des voyages, de la géographie, de l’histoire et de l’archéologie, и начал вместе с де Рони издание журнала Revue orientale et américaine. Тогда же Шарль-Этьен завершил четвёртый том «Истории цивилизованных народов…», озаглавленный «Завоевание государств Мексики и Гватемалы и т. д., установление испанского правления и католической церкви; крах идолопоклонства, упадок и деградация коренной расы»; он включал 851 страницу. В свет том вышел в 1859 году; в предисловии примечательно то, что Брассёр де Бурбур, обличая жестокости испанских конкистадоров XVI века, не делал разницы между ними и своими современниками, которые активно воевали в Китае, «чтобы расширить пределы своей торговли, под предлогом внедрения религиозной терпимости и цивилизации».
27 декабря 1858 года в Генте скончался зять Брассёра — 47-летний муж его сестры Матильды Жюли Франсуа Норбер Дезире Де Брюйне. У аббата осталось двое племянников — Жюль и Альфред. По-видимому, это сказалось на необходимости зарабатывать, ибо в январе 1859 года Шарль-Этьен подготовил второе исправленное и переработанное издание романа
«Халиф Багдадский, или Изгнанник», вышедшее в Париже. Он оказался самым популярным из романов Брассёр де Бурбура, последнее издание которого вышло в 1894 году в Лиможе; однако документов, удостоверяющих наследников литературных гонораров аббата, не сохранилось. В январе 1859 года было анонсировано издание «Грамматики языка киче», а также вышла большая статья «Эссе по историографии и истокам мексиканской филологии и этнографии Центральной Америки», в которой Брассёр впервые раскрыл свои взгляды на мезоамериканские религии, а также представил классификацию мексиканских языков по языковым семьям, почти совпадающей с современной. Вторая часть статьи была посвящена неизвестным в Европе изданиям XVI века, опубликованных в Мексике.

### Третье путешествие в Центральную Америку. Теуантепек (1859—1860)

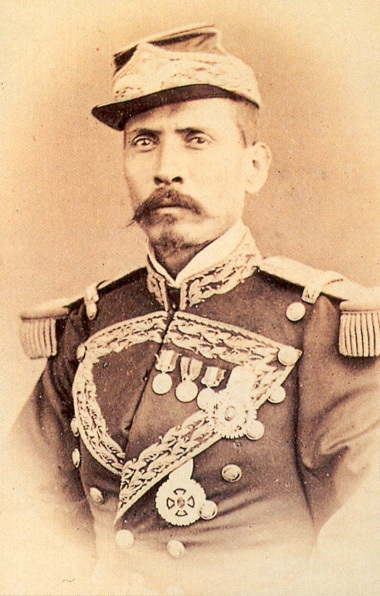
Порфирио Диас

В марте 1859 года министр народного просвещения Гюстав Рулен предоставил Брассёру де Бурбуру грант «на научные и литературные миссии». «История цивилизованных народов Мексики» была уже отправлена в Рим кардиналу Барнабо, благодарность от него датирована 15 марта. В тот же день была выписана рекомендация на имя Брассёра для монсеньора Клементи, апостольского легата Мексики. Аббат, впрочем, влекло на Теуантепек, и он воспользовался услугами новоорлеанской фирмы Лейзера, которая открыла ежемесячные рейсы до Сан-Франциско через Теуантепек, который пассажиры преодолевали в карете или дилижансе. В Новом Орлеане аббат встретил служащего фирмы Джона Маклеода, в котором опознал гардемарина, с которым виделся в Генуе шестнадцатью годами ранее. 12 мая 1859 года пароход «Коацакоалькос» пересёк Мексиканский залив и залив Кампече, войдя в Минатитлан через четыре дня. Далее на речном пароходе аббат поднялся по реке Коацакоалькос до Шучиля, где мужчинам предоставляли лошадей, а дамам — портшезы, влекомые индейскими носильщиками. Так Шарль-Этьен добрался до города Теуантепек, где обнаружил сильнейший раскол общества на группировки либералов, сторонников свергнутого президента Бенито Хуареса, и религиозных консерваторов. Брассёр познакомился с полковником Порфирио Диасом, войска которого располагались в монастыре Санто-Доминго; на постой его принял судья дон Хуан Авенданьо, который также владел отелем. Именно здесь аббат заинтересовался народом сапотеков и познакомился с нагвалем. Следующей целью стал Чьяпас, где Брассёр встретил двух французов, побывавших на руинах Паленке; одного из них — фотографа — звали Дезире Шарне, который тоже получил грант Министерства народного просвещения и, невзирая на войну, сумел пробраться в Ушмаль и Чичен-Ицу, выполнив фотографии очень большого формата и разрешения. Шарль-Этьен успел их увидеть, но далее они будут уничтожены карателями, обвинившими Шарне в шпионаже. В июле аббат отправился в Тустлу-Гутьеррес, а в столице штата Чьяпа-де-Индиос гостил у тётки действующего губернатора дона Анхеля Альбино Корсо Кастильехоса. Семейство губернатора подарило французскому путешественнику рукопись на вымершем языке аборигенов Чьяпаса и несколько реликвий из руин Паленке. Брассёр де Бурбур оказался в Чьяпасе, когда был обнародован указ о конфискации монастырского имущества, в результате чего аббат обрёл рукопись Доминго де Ара, посвящённую языку цельталь, а настоятель собора в Сьюдад-Реаль подарил ему рукопись на языке цоциль 1688 года, написанную отцом Хуаном де Родасом. Местный врач также подарил ему череп со следами искусственной деформации; этот череп был представлен в Парижском антропологическом обществе 7 ноября 1861 года. В Окосинго Брассёра арестовали, несмотря на паспорт, подписанный губернатором провинции: священнослужители подвергались в Мексике множеству ограничений, в том числе в свободе передвижения. Выручил его префект, опознавший мула жены губернатора, которым пользовался Шарль-Этьен. Однако из-за угрозы восстания индейцев аббату не удалось добраться до Паленке, до которого было всего 70 км.
Далее путешественник вступил в провинцию Тотоникапан и посетил руины древней столицы киче Утатлан и Ишимче — древней столицы какчикелей. В Гватемале Шарля-Этьена привечали старые друзья, включая хранителя Национального архива дона Хуана Гаварете и архиепископа Франсиско де Паула Гарсиа Пелаэса. Путешественника принял президент Хосе Рафаэль Каррера. Брассёр де Бурбур стал свидетелем двух сильных землетрясений 8 декабря 1859 года и 19 января 1860 года. С февраля по май 1860 года аббат путешествовал по Лакандонской сельве, временами заходя на территорию Мексики, и добрался до Сан-Мигель-Иштлауакана и Сипакапан, чей альгвасил, по слухам, тайно исполнял языческие ритуалы, ибо был наследственным посвящённым жрецом Солнца. Далее Брассёр вернулся на территорию киче, ибо хотел отождествить географические названия, упомянутые в «Пополь-Вух». В июне он обнаружил рукопись «Родословной владык Тотоникапана» на языке киче; её перевод в 1834 году выполнил священник из Сакапуласа отец Дионисио, чтобы жители провинции могли отстоять свои права на землю. Далее Брассёр де Бурбур поехал в Рабиналь, где его бывшая паства снабдила путешественника всем необходимым и дала проводника до озера Исабаль. Оттуда аббат добрался до Белиза, где тяжело заболел лихорадкой; опасались летального исхода. Шарля-Этьена выходили, но окончательно он так и не излечился, и болезнь сильно сократила ему жизнь. В сентябре 1860 года он добрался до Нью-Йорка и через месяц был в Париже.

### «Пополь-Вух» и комиссия Вальдека (1861—1862)

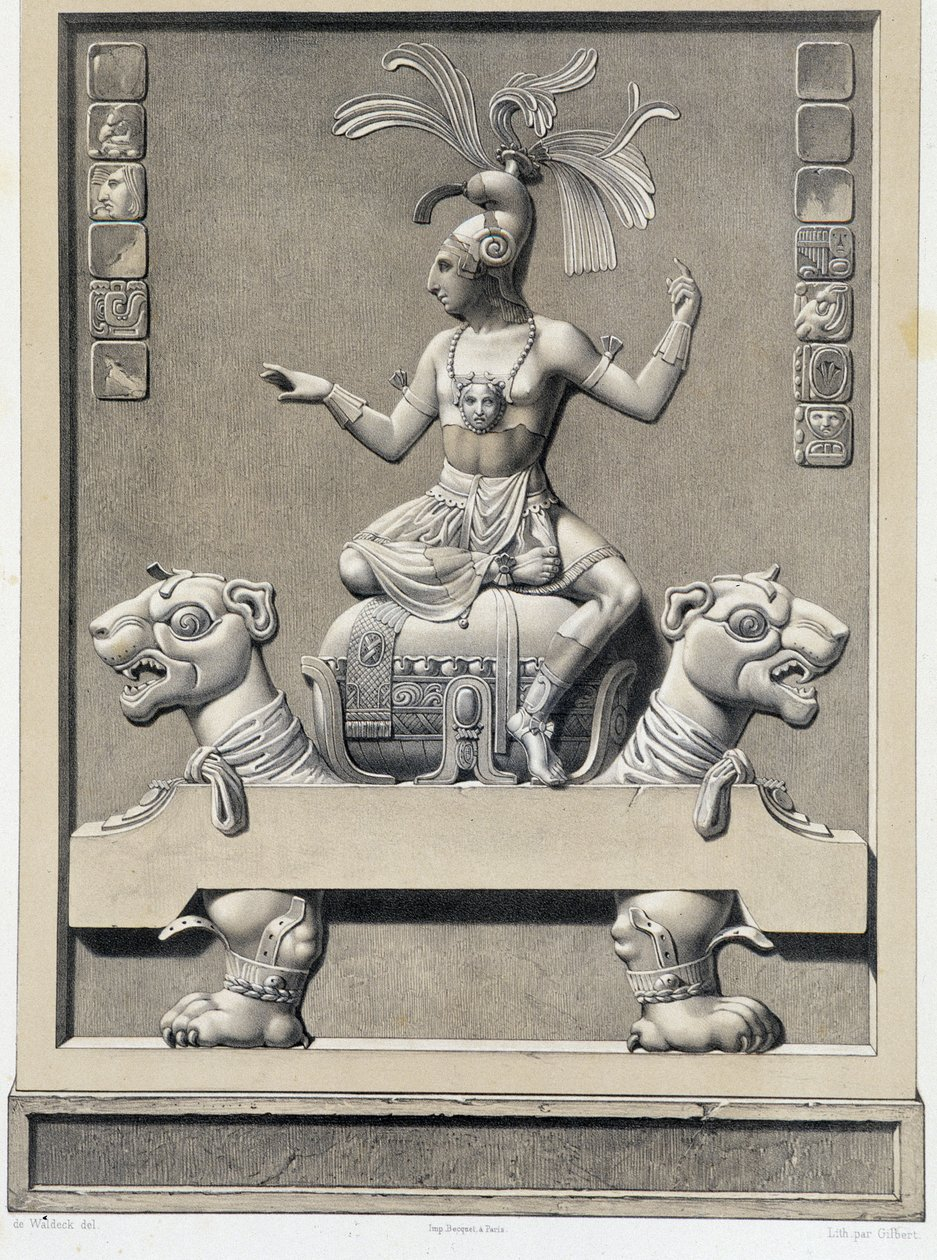
Образец иллюстраций Вальдека из Паленке

В 1861 году в свет вышел «Пополь-Вух, священная книга и мифы американской древности» в переводе Шарля-Этьена Брассёра на французский язык с приложением оригинального текста. Двухтомную книгу (368 страниц текста и 273 страницы примечаний и библиографии, не считая грамматики языка киче и эссе по мифологии) ему пришлось печатать за собственный счёт; впрочем Министерство подписалось на 50 экземпляров, что не окупило расходов. Тем не менее, в профессиональных кругах «Пополь-Вух» получил международное признание, несмотря на то, что учёный комментарий Брассёра, по словам Ж.-М. Лебона «сделал бы честь писателю-фантасту». Например, он грубо ошибся в вычислении календарной эры науа, отнеся её к четвёртому тысячелетию до н. э., тогда как ацтеки относили время выхода из Ацтлана к 1168 году нашей эры. Во введении к своему труду Брассёр ссылался на выброшенный морем в Сан-Франциско японский корабль, который он сам видел в 1850 году, а также цитировал сообщение Франсиско Лопеса де Гомары, что при Кортесе море вынесло на тихоокеанское побережье Мексики некоторые китайские предметы. Иными словами, спонтанное межконтинентальное сообщение Старого и Нового света осуществлялось постоянно, и нуждается в исследовании. Также 15 октября 1860 года правительство приобрело коллекцию иллюстраций Вальдека, с которым Брассёр успел познакомиться, а 26 марта 1861 года аббат был приглашён в комиссию для оценки научной ценности трудов Вальдека и необходимости их публикации. Указ министра народного просвещения о создании комиссии был выпущен 22 июня 1862 года, а её первое заседание прошло под руководством П. Мериме 30 октября 1861 года. На следующий день была подписана Лондонская конвенция, санкционирующая англо-франко-испанское вторжение в Мексику.
В течение 1861 года аббат Брассёр де Бурбур впервые стал объектом критики, зачастую в некорректной форме. В феврале он прочитал доклад о так называемой «Книге дикарей», опубликованной аббатом Домене, назвав её «наиболее полным образцом, документирующих первых шаги аборигенов по выражению своих идей». После выхода в том же году брошюры дрезденского библиографа Й. Петцольдта, пресса весьма язвительно оценивала лингвистические способности индеаниста, который не сумел отличить сборник пиктограмм канадских индейцев от ученической тетрадки немецкого школьника-эмигранта.
В конце декабря 1861 года к Брассёру обратился Александр Дезо де ла Рокетт с предложением изложить возможность акклиматизировать агаву на засушливом юге Франции или в Алжире. 20 января 1862 года ответ аббата был опубликован и в тот же день к нему обратился военный картограф Шарль Жан Монуар (с 1867 по 1896 годы он будет возглавлять Географическое общество), которого поддержал бывший консул в Гватемале Леонс Ангран, разъяснив, что готовящаяся интервенция в Мексику требует точных топографических источников. Брассёр передал правительству «огромную» карту Мексики, которую дополняли на месте и по которой прокладывались два маршрута из Веракруса до Мехико. На месте выяснилось, что данных катастрофически не хватало. 3 февраля Брассёра де Бурбура избрали главой Литературной комиссии Этнографического общества. 22 декабря 1862 года комиссия по разбору иллюстраций Жана Вальдека отобрала 56 изображений руин Паленке, которые следовало гравировать и издать, а аббату Брассёру заказали предисловие. Попутно Шарль-Этьен добился финансирования новой поездки в Новый Свет.

### Четвёртое и пятое путешествия в Мезоамерику (1863—1866)

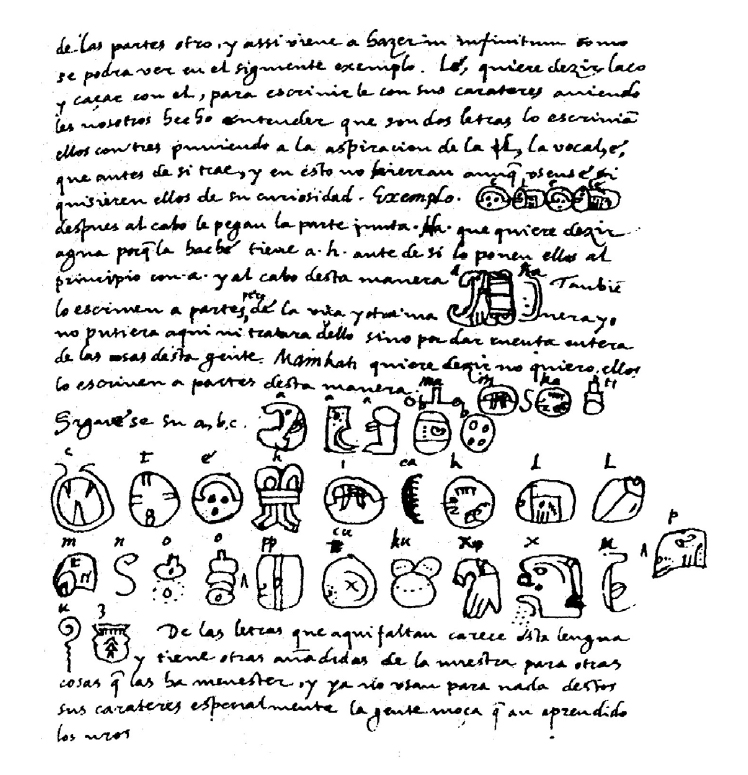
Страница рукописи «Сообщения о делах в Юкатане» с алфавитом де Ланда

Шарль-Этьен Брассёр де Бурбур добирался до Веракруса через Ливерпуль, Нью-Йорк и Гавану, застав в стране сильнейшее партизанское движение против оккупантов. Он понимал, что сможет работать в Центральной Мексике только сопровождая войсковой корпус, и двинулся в Белиз, обогнув побережье залива Кампече и весь Юкатан. 15 марта он уже находился в Гватемале, откуда активно освещал в европейской прессе проект прокладки канала между бассейном Мотагуа и Рио-Сан-Франсиско и заливом Грасьоса. Брассёр осмотрел руины Киригуа и Копана, и в августе вернулся в Париж.
9 октября Шарль-Этьен выдвинул свою кандидатуру в Академию надписей и изящной словесности, но в этом ему было отказано. Далее Брассёр отправился в Мадрид, рассчитывая отыскать интересующие его материалы в испанских архивах. В ноябре ему было дано разрешение работать в Королевской исторической академии, но в целом испанская командировка документирована крайне скудно. Незадолго до Рождества аббат обнаружил рукопись, начинавшуюся словами «Сообщение о делах в Юкатане» и датированную 1566 годом, автором её был Диего де Ланда. В составе этой рукописи содержался «иероглифический алфавит» — набор иероглифов майя с указанным чтением, что сразу было осознано Брассёр де Бурбуром как «розеттский камень для языка майя». Он немедленно отправил сообщение в Академию надписей, указав, что сравнил знаки с содержащимися в Дрезденском кодексе и в мексиканском кодексе № 2 Императорской библиотеки (Парижском) и обнаружил в них все фонетические и календарные знаки из рукописи де Ланды. Удалось прочитать ряд слов, общих для языков майя Гватемалы и Юкатана. Послание Брассёра было прочитано 5 февраля 1864 года на заседании Географического общества. 27 февраля 1864 года министр народного просвещения Жан-Виктор Дюрюи подписал приказ о назначении Брассёр де Бурбура в Научную комиссию Мексики, созданную по образцу наполеоновской научной команды во время египетской экспедиции. В этой команде у Шарля-Этьена было множество знакомых. 3 марта аббат представил проект инструкции; в тот же день Фламандское общество в Лилле избрало его своим членом. Научная комиссия официально была создана 10 марта в составе четырёх комитетов; третий был посвящён истории, лингвистике и археологии. Председателем его стал барон Жан-Батист Луи Гро. 2 мая по приглашению Дюрюи Брассёр участвовал в литературном вечере в Сорбонне, где рассуждал, что мексиканские древности «могут пролить свет на тайны Египта и Греции». Вскоре он был введён в Орден Почётного легиона, о чём существует несколько свидетельств, но в списках членов ордена он не значится.
В середине июля 1864 года типография Бертрана выпустила «Сообщение о делах в Юкатане» — испанский текст де Ланда с французским переводом, с приложением некоторых документов колониальной эпохи (516 страниц). Однако 112-страничное предисловие названо «причудливым» и во многом нивелировало огромное значение опубликованных текстов (самому де Ланда там было посвящено только две страницы). Аббат «был подвергнут остракизму» в Коллеж де Франс и Французской академии, в том числе из-за заявлений, что «среди индейских языков имеются достойные изучения ничуть не меньше санскрита».
Императорским указом от 5 сентября 1864 года аббат Брассёр и его ассистент Анри Буржуа, а также художник Брюэр, получали жалованье (2200 франков на общие расходы, по 1000 франков в месяц Брассёру и Брюэру и 500 франков в месяц Буржуа). Команда аббата через Лондон и Ливерпуль прибыла в Нью-Йорк, далее отбыв в Гавану и Веракрус через порт Сисаль, откуда ходил дилижанс до Мериды. Шарль-Этьен Брассёр де Бурбур телеграфировал прибытие министру 22 ноября и в дальнейшем отчитывался непосредственно перед Дюрюи, а не оккупационными властями. Брассёр начал с развалин древнего города Тихоо, на месте которого строилась Мерида, далее перешёл в Исамаль, а потом переехал на асьенду братьев Солис де Леон, на территории которой находился Майяпан. «Набег» на Ушмаль вызвал сильнейшее раздражение коменданта Мериды полковника Дутрелена, и в январе 1865 года команда Брассёра была изгнана; не удалось договориться об археологических раскопках и снятию слепков с наиболее примечательных стел и скульптур. Они отправились в Веракрус и Мехико, куда и прибыли в последнюю неделю января, застав в составе Мексиканской комиссии как минимум восьмерых парижских знакомых, включая Ампера и Рафна. Далее он переписал 18 страниц поэтических текстов на языке науа и посетил Тескоко и Теотиуакан; прошла и аудиенция у императора Максимилиана, который предложил аббату пост министра народного просвещения и генерального инспектора библиотек. 22 апреля из Веракруса Брассёр телеграфировал министру Дюрюи, что посетил руины Чолулы, но его проект возобновления работ на Юкатане провалился из-за вспышки «великой войны каст». В июне 1865 года Шарль-Этьен отбыл в Белиз и Гондурас (до Копана), где испытывал серьёзное разочарование из-за того, что «иероглифический алфавит» де Ланда не помогал разобраться в смысле иероглифических надписей. Полковник Дутрелен 2 июля телеграфировал в Париж, что аббат находится в Гватемале, и он понятия не имеет о его деятельности. На самом деле из Копана Брассёр отправился в Антигуа-Гватемала, где провёл пять месяцев. Добраться до руин Паленке, столь необходимых для написания предисловия к иллюстрациям Вальдека, ему так и не удалось. 2 декабря аббат уведомил полковника Дутрелена, что намерен вернуться в Европу. 26 февраля 1866 года министр Дюрюи получил уведомление, что Брассёр де Бурбур находится в Париже и приступил к написанию монографии «Древние памятники Мексики», основу которой составляли описания и иллюстрации Вальдека. В следующие восемь месяцев он ничего не публиковал.

### Архивная работа и последнее путешествие в Мезоамерику (1866—1871)

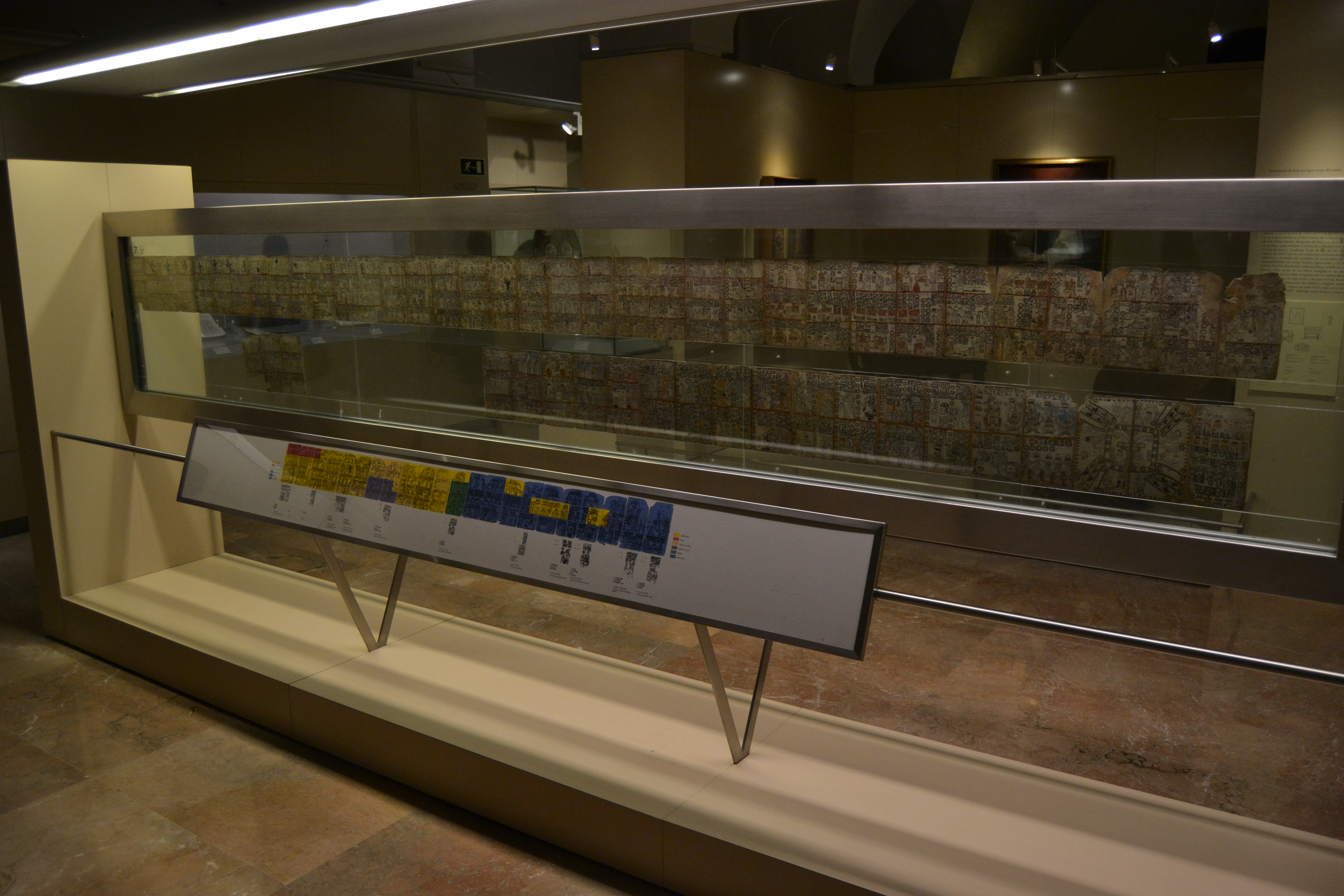
Мадридский кодекс, экспонированный в 2021 году в Музее Америки

В ноябре 1866 года Брассёр де Бурбур продолжил работу в испанских библиотеках и архивах, пользуясь советами профессора Томаса Муньоса-и-Ромеро (неизвестно, когда и при каких обстоятельствах они были представлены друг другу). В марте этого же года Муньос-и-Ромеро вместе с Паскуале Гаянгосом-и-Арсе основали Национальный исторический архив, куда после секуляризации поступали документы из монастырских хранилищ. Томас Муньос скончался 17 октября 1867 года. В Мадриде аббат получил рекомендации для профессора Алкальского университета дона Хуана де Тро-и-Ортолано, который и показал ему древний мезоамериканский кодекс. Брассёр тут же опознал иероглифы майя, в том числе те, что приводились в рукописи де Ланда, и даже убедил профессора представить кодекс на Парижской всемирной выставке, открываемой 1 апреля 1867 года. Там же выставлял свои картины Жан-Фредерик Вальдек, утверждавший, что празднует своё 101-летие. На выставке американистикой заинтересовался 15-летний сын индустриального магната Альфонс Пинар. Брассёр был принят в салоне вдовы маркизы Аделаиды-Луизы де Блоквиль, которая была известна как автор сентиментального романа «Стелла и Мухаммед». В число её постоянных гостей входили художник Энгр, политик и будущий президент Тьер, философ Каро, писатель Фёйе и композитор Лист.
В 1868 году Брассёр де Бурбур закончил своё главное теоретическое сочинение — «Четыре письма о Мексике», в котором заявил, что ему удалось обнаружить метод чтения как письменности науа, так и майяской. В итоге он стал утверждать, что обнаружил подлинные тексты, в которых говорилось о миграции жителей затонувшей суши, расположенной на месте Антильских островов, в сторону Мексиканского залива, а оттуда по Миссисипи в Канаду, Гренландию и даже в Северную Европу. Иными словами, он окончательно декларировал переход на позиции катастрофизма и прямо заявил, что только мифология и историческая память Нового Света «позволит пролить свет на тайны священных книг Азии». Также он утверждал, что затонувшая Антилия спровоцировала начало ледникового периода. В том же году император Наполеон III заказал факсимильное издание «Рукописи Троано» (как назывался тогда Мадридский кодекс, вторая половина которого, «Рукопись Кортеса», сохранилась в Эстремадуре). Цветные литографии для него выполнил Анри Буржуа. В качестве награды Брассёр получил грант для поездки в Гватемалу. В 1869 году «чтения» Рукописи Троано были опубликованы Брассёром в учёных записках Этнографического общества, а вскоре в Императорской типографии отпечатали «Исследование графической системы и языка майя». И в этой работе он утверждал, что в Новом Свете кроются причины миграций народов и происхождения европейских языков. Далее аббат продемонстрировал работу с кодексом, используя страницу 28 (которую считал титульной), читая иероглифы снизу вверх. Современные исследователи выражали недоумение от такого подхода, так как именно указанная часть кодекса переписана малоопытными писцами и качество прорисовки иероглифов весьма низкое. Одни и те же иероглифы записаны в разных блоках текста по-разному. Равным образом, Брассёр, вероятно, считал письмо майя чисто рисуночным и не допускал, что оно фиксирует разговорный язык. В то же время он был совершенно прав в отождествлении изображений кодекса и поясняющих их надписей, но не продвинулся дальше. В том же году Леон де Рони, пользуясь той же логикой, осознал, что повторяющиеся блоки иероглифов и изображения хорошо коррелируют с описаниями де Ланда о четырёх священных циклах и божествах стран света, после чего смог отождествить некоторые глаголы, цвета и стороны света. При этом, в начале работы над кодексом аббат Брассёр выдвинул подтвердившуюся после его смерти гипотезу, что значительную часть текста составляет астрологический альманах и календарь священного года с полным циклом ритуалов. Однако в дальнейшем он отказался от этой идеи, поскольку усомнился, что иероглифы имеют фонетические соответствия и вообще принадлежат культуре майя.
В 1870 году Академия надписей отказалась номинировать «Рукопись Троано» на премию Вольни, и аббат уехал в отпуск, который проводил в Лозанне в поместье Буа-де-Во виконта Леона де ла Крессоньера (его брат тридцать лет назад спонсировал издание первого христианского романа Брассёра). Из Швейцарии он поехал к сестре в Гент, в доме которой оставил своё уникальное собрание книг и рукописей. В Бельгии он узнал о начале Франко-прусской войны. В январе 1871 года в Каннах умер давний покровитель Шарля-Этьена — Проспер Мериме. К тому времени аббат де Бурбур отправился в Мексику, куда отплыл в ноябре 1870 года, целью его была Мерида, а далее Кампече и руины Паленке. Практически никаких документальных свидетельств этого путешествия не осталось. Несмотря на события Парижской коммуны, в 1871 году вышел второй том «Рукописи Троано» под названием «Грамматика и хрестоматия; общая майяско-французская и испанская лексика». Этнографическое общество собралось впервые после войны 20 сентября 1871 года (это было 180-е заседание), на котором было зачитано пять некрологов, в том числе по Люсьену де Рони; Брассёру де Бурбуру было предписано разобрать архивы усопших на предмет поиска материалов и документов, относящихся к американской археологии и этнографии. К тому времени он вернулся в Гент в дом сестры Матильды.

### Жизненный финал (1871—1874)

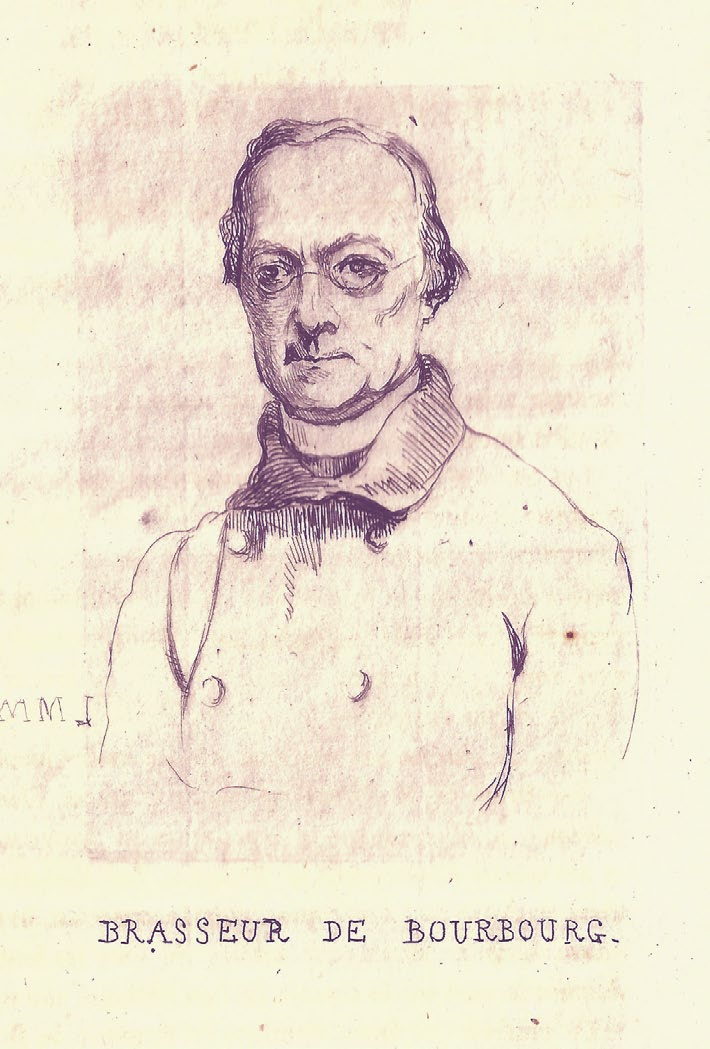
Графический портрет, воспроизведённый в некрологе

В 1871 году аббат Шарль-Этьен Брассёр де Бурбур издал «Мексикано-гватемальную библиографию», в предисловии к которой, по результатам поездки в Паленке, признавал ошибку в направлении чтения майяских кодексов, а также фантастичность чтений, предложенных в первом томе «Рукописи Троано». В следующем, 1872 году, его избрали в совет и комиссию по публикациям Этнографического общества, причём в протоколе заседания он вновь именуется кавалером Почётного легиона. Покровители хлопотали, чтобы аббат получил кафедру в Коллеж-де-Франс, однако после январского собеседования с Бартелеми-Сент-Илеромом тот заявил, что мексиканистика не настолько развита, чтобы учреждать ради неё отдельную кафедру за государственный счёт. Очевидно, что здоровье Шарля-Этьена ухудшилось и он стал хлопотать о продаже своего книжного собрания, рассчитывая сохранить его в целости. Он даже объявил цену в 200 000 франков, что равнялось 40 тысячам долларов, и был бы не против, чтобы библиотека ушла в США, «дабы не рисковать ею в безумствах наших так называемых республиканцев». В письме от 29 апреля 1872 года упоминается тогдашний адрес аббата: дом № 20 по Рю-дю-Регард в VI округе, он оставался постоянным до конца его жизни. 6 мая 1872 года Брассёр прочитал в Этнографическом обществе доклад по исторической хронологии Мексики, в котором выдвинул гипотезу, что мировые геологические катаклизмы могли провоцироваться изменением наклонения оси вращения Земли. Аналогичные сенсационные гипотезы вновь стали популярны в 1940-е годы благодаря активности Чарльза Хэпгуда и Иммануила Великовского. Впрочем, будучи католическим клириком, Брассёр считал продолжительность геологической истории очень небольшой и утверждал постоянную населённость Земли людьми с самых древних времён. «Доказательством» глобальных катастроф для него были праздники обновления, существовавшие во всех древних культурах.
Летний отпуск 1872 года Шарль-Этьен, сильно угнетённый болезнями, провёл в Буа-де-Во, сожалея в переписке, что не может поехать в Италию, охваченную политическим кризисом. В сентябре он писал маркизе де Блоквиль, что намерен навестить друзей в Юра, а потом отправиться в Бурбур, где не бывал более пятнадцати лет («я боюсь
снова увидеть места, из которых исчезло столько друзей и родственников, где я найду столько новых лиц, которые меня не знают»). В октябре 1872 года в Бурбуре прошло чествование именитого земляка, организованное мэром Луи Деменинком. Он возглавлял муниципалитет уже 43 года, был поклонником аббата и хранил дома все газетно-журнальные и книжные публикации Брассёра. Из Бурбура Шарль-Этьен уехал к сестре и племянникам в Гент; он пропустил заседание Этнографического общества, на котором в его ряды был принят Альфонс Пинар, вернувшийся с Аляски. Именно Пинар предложил Брассёру выкупить его библиотеку. В самом конце 1872 года аббат удостоился нового гранта Министерства народного просвещения, позволившего вновь поехать в Испанию и в первый раз в Южную Америку, в первую очередь для завершения сводной библиографии всех испанских колониальных трудов на тему доколумбовых цивилизаций. В Мадриде Брассёр оказался в центре политического кризиса и стал свидетелем отречение короля Амедея I 11 февраля 1873 года и провозглашения республики. В мае того же года исследователь вернулся в Париж, физическое состояние не позволяло отправляться за океан, и он ограничился посещением научных обществ. 15 ноября 1873 года Комитет по американской археологии (филиал Этнографического общества) преобразовался в Парижское общество американистов, в совет которого избрали и Брассёра де Бурбура. Далее он отправился в паломничество в Рим, где поселился в «Отеле делла Минерва» на площади Пантеона, где вёл активную социальную жизнь. Личные свидетельства об общении с ним оставил американец Герберт Адамс, который только что окончил Амхерст-колледж, и был поражён словами аббата, что архивохранилища Нового Света открылись перед ним только потому, что он являлся «добрым католиком». При этом Шарль-Этьен (Адамс даже сравнил его «с Талейраном от науки») объявил, что в церкви достаточно места для учёного человека, который может быть свободен настолько, насколько сможет, и даже не обязан исполнять обязанности священника. Адамс утверждал, что Шарль-Этьен одинаково свободно владел английским, итальянским и немецким языками, и верил рассказам, что Брассёр де Бурбур говорил на двенадцати, и был способен читать на двадцати языках.
Несмотря на нездоровье, Шарль-Этьен Брассёр де Бурбур под новый год отправился в Париж и умер в пути в десять часов вечера 8 января 1874 года в Ницце, в гостинице на бульваре Дю Пон-Нёф. Место его погребения не отражено в документах. Траурное заседание прошло в Этнографическом обществе 14 января, некролог вышел в ежегоднике Общества американистов; там же был опубликован графический портрет Брассёра, вероятно, выполненный с фотографии, автор его неизвестен.

## Интеллектуальная деятельность

### Общие положения
Американский археолог Роберт Бранхаус (1908—1996) отмечал, что основателем научной майянистики Брассёр де Бурбур сделался, поскольку от природы отличался огромными лингвистическими способностями и был полностью лишён колониального или религиозного снобизма. В его многочисленных книгах нет описаний тягот пути через тропическую сельву, горы и пустыни, или жалоб на последствия революций и гражданских войн. Даже в частной переписке почти нет подобных сюжетов, как и рассуждений о политике. Полиглотство и страсть к длительным путешествиям делало его человеком мира и одновременно предоставляло уникальную возможность отыскивать исторические источники. Он более или менее овладел основами языков науатль, киче и какчикель, но, по мнению Хьюберта Бэнкрофта, именно чрезмерная широта охвата привела к тому, что Брассёр «утонул» в первоисточниках и фактах, запутался в сложнейших мифологических системах. Поэтому (как выразился Р. Бранхаус), «его идеи и интерпретации фактов придавали его работам очень личностный оттенок, но, к несчастью, …его идеи становились всё более и более странными, а интерпретации слабели». Это усугублялось его романтизированным мировоззрением и искренней верой в существование Атлантиды. Слабости Брассёра, как отмечали и Х. Бэнкрофт, и Р. Бранхаус, были прямым продолжением достоинств его работы. Для дешифровки письменности майя он проделал всю предварительную работу, которая позволила очень быстро понять календарь майя и предложить его корреляцию с юлианским. Будучи клириком, он рассматривал мифологию индейцев как аналог христианской священной истории и полагал её историческим источником, который следует воспринимать буквально. Он не был археологом как таковым, занимаясь антикварианизмом — «документы были его главной заботой и работой, для которой он подходил лучше всего». Майкл Ко также отмечал, что как лингвист Брассёр был «вопиюще небрежен» из-за чего сильно дискредитировал фонетический подход к майяской иероглифике.

…Кирхер остался в истории египтологии только как поучительное примечание, имя же Брассёра для майянистов всегда будет освещающим путь маяком — хотя бы из-за его действительно великих архивных открытий. Что же касается темы фонетизма и полезности «алфавита» Ланды, то Брассёр был всё-таки прав, несмотря на все свои неверные построения; правда, это выяснится только в следующем столетии.
Кэрролл Мэйс также настаивал, что нужно рассматривать труды Брассёра де Бурбура в контексте середины XIX века, когда мезоамериканистика все ещё пребывала на донаучном этапе своего развития. Когда Брассёр издавал «Историю цивилизованных народов Мексики», исследователи не подозревали о компендиуме Бернардино де Саагуна, поэтому факт, что французский аббат почти исключительно сосредоточился на этноисторических особенностях индейских цивилизаций, сам по себе имел первостепенное значение. Полемика вокруг монографий Брассёра привела учёных к изучению аборигенных цивилизаций, подведя под это изучение современную теоретическую основу. Мэйс, впрочем, отмечал живость и сумбурность мышления Брассёра, из-за чего его публикации не отличаются стройностью изложения, хотя стиль лёгок и доступен даже неспециалистам. Публикации источников составили целую эпоху в мезоамериканской этноистории, хотя предисловие и комментарии к «Пополь-Вух» не менее фантастичны, чем его монографии, и уже к началу XX века воспринимались как антикварный текст, не имеющий научной актуальности; по-видимому, после 1870 года работы Брассёра не вызывали интереса современников, что сам он интерпретировал как «заговор молчания».

### Полевой исследователь
Профессор Университета Таусон Катя Сансон, впервые представившая перевод путевых заметок Брассёра де Бурбура на английский язык, активно отвергала маргинальный статус учёного, называя его образ 1870-х годов карикатурным. Напротив, его полевые материалы 1850-х годов ставят аббата в один ряд со Стефенсом и Казервудом, Шарне и супругами Модсли, а самого Шарля-Этьена следует квалифицировать как «великого охотника за рукописями и протоэтнографа». Его труды — это источник, документирующий зарождение мезоамериканистики как научной дисциплины XIX века, причём сам Брассёр, в отличие от перечисленных выше путешественников, концентрировался не на археологических памятниках, а на «более эфемерных следах доколумбовых культур», зафиксированных на хрупких листах документов колониальной эпохи и в памяти носителей аборигенных языков. В отличие от своих современников, Брассёр не располагал ни государственными должностями, ни большим личным состоянием, которое позволяло бы оплачивать путешествия и сбор коллекций.
Открытие драмы «Рабиналь-ачи» является ярким свидетельством культурной чуткости аббата Брассёра. В самом Рабинале публикация Шарля-Этьена приобрела полурелигиозный статус, ибо он зафиксировал байлес — синтетическую культовую мистерию, участники-исполнители которой совершают ритуал, декламируя заученные диалоги под аккомпанемент музыки; словесное действо прерывается танцами, связанными с сюжетом. О подобных представлениях он знал из сообщений Диего Дурана, епископа де Ланда и Диего Лопеса де Когольюдо. Сам Брассёр сообщал, что миссионеры XVI—XVII веков были крайне недовольны подобными представлениями, тем более, что они завершались человеческим жертвоприношением. Наиболее понимающие миссионеры осознавали, что простые запреты были бы бесполезны, да ещё и озлобляли бы местное население, ставя под угрозу и без того хрупкое перемирие аборигенов и колониальных властей. Поэтому в большинстве случаев байлес христианизировался и привязывался к церковному году, во многих городах и деревнях исполнялись мистерии о Св. Георгии и драконе, поражении мавров в Гранаде или подвигах Эрнана Кортеса. В тех приходах, где священство считало байлес святотатством, языческие тексты были загнаны в подполье. Брассёр считал текст «Рабиналь-ачи» основанным на реальных событиях примерно XII века, и считал драму «более убедительной» для аборигенов, чем представления из истории «Кортеса и Монтесумы, напоминающей об унижении, которому подверглась их раса». Катя Сансон прямо заявляла, что рабинальские друзья-информаторы Брассёра — Бартоло Сис, Николас Лопес или Матео Колоче — «не являлись для него „другими“», а сам он равно ценил устную традицию, передаваемую ими, как и документы, которые попадались ему по пути. Два экземпляра издания 1862 года Шарль-Этьен отправил в Рабиналь, и, по свидетельству Кэррола Мэйса, к этим книгам индейцы относились как к святыне. Прежде, чем исследователю было позволено коснуться книги, он должен был совершить крестное знамение и четырежды поклониться, воскуряя копаловую смолу, сторонам света и самой книге. Ему даже рассказали легенду о некоем святотатце, который раскрыл книгу, не спросив у неё самой разрешения, из-за чего рука его отсохла.
Во время путешествия по Теуантепеку Брассёра де Бурбура привлекли известия о нагвалях. Он получил некоторые сведения о них из трудов Франсиско Бургоа и Бернардино де Саагуна, сообщавших легендарные сведения, что индейцы были способны обращаться в разных животных, мгновенно переноситься из одного места в другое, чтобы невидимо присутствовать на собраниях совета своих врагов. У Саагуна говорится, что шаман был способен «заставить реки, источники, леса или дворцы появиться там, где всего несколько минут назад ничего не было, а затем могли заставить их исчезнуть через мгновение». Исследования Брассёром духовной жизни аборигенов делали его крайне чутким к сообщениям информаторов, что одновременно заставляло исследовать феномен сохранения доиспанских верований в условиях колониального господства и христианизации. Брассёр связывал традиционные верования с политическим сопротивлением, приводя историю последнего правителя сапотеков. Из Саагуна аббат извлёк учение об «амфибологии»: эзоповом языке, посредством которого аборигены Мексики научились скрывать свои «идолопоклоннические верования», когда жрец-шаман владел ключом к пониманию внешне благопристойных и даже ортодоксальных песен и гимнов. «Таким образом, они поют всё, что им угодно, не страшась ни войны, ни мира, ни хвалы, ни презрения к Христу, и никто не может их понять». В этом смысле Брассёр был в полном смысле археологом, «раскопавшим» целую эфемерную культуру языка и мифа. В дальнейшем «амфибология» стала почти навязчивой идеей аббата, который пытался с её помощью дешифровать «Рукопись Троано» и «Кодекс Чимальпопока», в которых, якобы, одна и та же лексическая единица содержала два значения, «непротиворечивых, но совершенно различных».

### Попытка дешифровки письма майя. «Страна Му», Атлантида и «реконструкция» доколумбовой истории

Цифры майя

Прорисовка иероглифов, которые Брассёр де Бурбур прочитал как «Му»

Американский майянист Кэрролл Мэйс отметил, что аббат Брассёр оказался первым исследователем, который заявил, что календарные иероглифы могут иметь фонетическое значение. Если бы он последовательно применил этот метод, то, как минимум, внёс бы вклад в дешифровку письма майя, однако она его не интересовала как таковая. Мексиканские рукописи исторического содержания, записанные латиницей, включали сообщения о стихийных бедствиях; по аналогии, аббат попытался связывать иероглифы с описаниями природных катастроф. Тем не менее, комментируя иероглифический алфавит де Ланда, он совершенно верно отметил, что один и тот же иероглиф мог служить идеограммой и фонетическим знаком. Именно Брассёр первым отождествил иероглиф к’ин, обозначающий календарный день. На разбираемой им странице Мадридского кодекса («Рукописи Троано») вверху страницы помещён список иероглифов, обозначающих месяцы священного календаря цолькин. Не отождествив их при помощи иероглифического алфавита Де Ланда, по своей методе аббат начал читать знаки снизу вверх справа налево (поскольку цифры майя записывались в виде горизонтальных черт и точек наверху, Брассёр счёл это правильным направлением чтения). В итоге, вместо последовательности: «1 имиш, 2 ик, 3 акбаль, 4 кан, 5 чикчан, 6 кими, 7 маник, и т. д.», Брассёр де Бурбур получил «чтение и перевод»: ма-ник ки-ми (каан ахау) акбаль ик имиш — «без сила смерть земля поднятый водный вулкан повёрнутый глубокое дыхание очага». Биограф Ж.-М. Лебон прямо заявил, что это проявление «одержимости», ибо аббат игнорировал иллюстрации к рукописи, «которые должны были ограничить блуждание его мыслей». Таким образом, в «чтениях» Брассёра де Бурбура возникло слово «Му», которое он считал древним истинным названием Атлантиды, но которое затем приобрело совершенно иное значение. В среде культистов-мистиков «Му» приобрела большую популярность, особенно в трудах Огюста и Элис Ле Плонжон, описавших Му как грандиозный континент с 64 миллионами обитателей, при этом полностью следуя авторитету Брассёра. Брассёр де Бурбур цитируется в «Теософском словаре» Блаватской (где назван «миссионером-переводчиком священного писания гватемалийцев»); большинство его сочинений использованы Великовским, который, вероятно, принимал его рассуждения за истину.
Критики псевдонауки атлантологии отмечали, что именно к сочинениям аббата восходит распространившийся во второй половине XIX века миф об Атлантиде как праматери едва ли не всех культур во всём мире. В некотором смысле предшественником Брассёра был Диего де Ланда, который разделял представление об индейцах как потомках потерянных колен Израилевых. Писатель и археолог Пол Джордан иронически утверждал, что аббат «запустил ещё одного долгоживущего экзота в среду „альтернативной археологии“», изобретя «страну Му» из крайне слабого сходства произвольных знаков Мадридского кодекса с иероглифическим алфавитом де Ланда. Каким именно образом имя «Му» перешло от Атлантиды к Пацифиде (главным её апологетом сделался Джеймс Чёрчвард), Пол Джордан объяснить затруднялся.
Американский археолог Роберт Уокоп называл Брассёра де Бурбура «пленником путаной и противоречивой теории», в отстаивании которой он «потерпел сокрушительное поражение», что не умаляет его качеств «осведомлённого и неутомимого исследователя». Тем не менее, реконструкция доколумбовой истории Американского континента, представленная в «Истории цивилизованных наций…», «Четырёх письмах…» и предисловиях к публикациям источников, весьма причудлива. Если поначалу он предполагал, что первобытные американцы могли прийти из Азии через Берингов пролив и пытался отыскать некоторые параллели между индейцами и китайцами, то, воочию увидев пирамиды Нового Света, «убедился», что высокие цивилизации Египта и Мексики имеют единое происхождение. Строители египетских и мексиканских пирамид, таинственные «законодатели», принесли в долину Нила и в Новый Свет монотеизм, законодательство и искусство. Как выразился К. Мэйс, Брассёр де Бурбур «примирил» популярные в его время теории нордической и восточной миграции. Согласно выкладкам аббата, первым в Новый свет явился «финикиец Вотан», который победил «местную расу кинамийцев», построил Паленке и основал царство Шибальба. В 1857 году он даже утверждал, что империя Вотана охватывала всю Мексику и значительную часть территории современных США. Следующим завоевателем из-за моря был Цамна, строитель Майяпана, изобретатель письменности. «Пополь-вух» — это мифологизированная история сотворения империй. Киче были уроженцами Скандинавии и, по мере движения на юго-запад, построили маунды долины Миссисипи. Аналогичным образом аббат «проследил» миграции науа-тольтеков в первом веке до н. э. под началом Кецалькоатля. По мнению аббата, термин нагваль родственен британскому know all. В течение второго века н. э. науа расселились по Никарагуа и Юкатану (династия Тутуль Шив). Тольтеки поселились в Толлане, где оформили священную книгу «Тео-Амоштли», якобы, отражённую во всех последующих индейских религиозных текстах. Далее настало мезоамериканское средневековье, где аббат сосредоточился на истории Гватемалы и Центральной Мексики. В работах, опубликованных после 1866 года, Брассёр де Бурбур стал утверждать, что науа мигрировали из региона Аппалачей, а мифы о борьбе Кецалькоатля и Тескатлипоки отнёс к глубокой древности, заявив, что это отражение катаклизма, погубившего Атлантиду. Миф о Вотане был отвергнут, равно как и Паленке, по мнению аббата, не обязательно был столицей Шибальбы (на эту роль могла претендовать и Чичен-Ица). В 1868 году, прочитав Xi-bal-ba как Xib-al-ba («Эмбрион, подогреваемый огнём снизу»), Брассёр заявил, что это миф о подземном огне, погубившем Атлантиду. Концепция четырёх Солнц индейской мифологии и четырёх столпов мироздания, подпираемых четырьмя божествами, интерпретировалось как «воспоминание» о четырёх островах, на которых высадились уцелевшие атланты. Белые перья, которыми украшались индейцы Рабиналя на праздник Св. Павла, якобы, символизировали ледники, сковавшие Антильские острова после катастрофы.

### «Рукопись Троано»

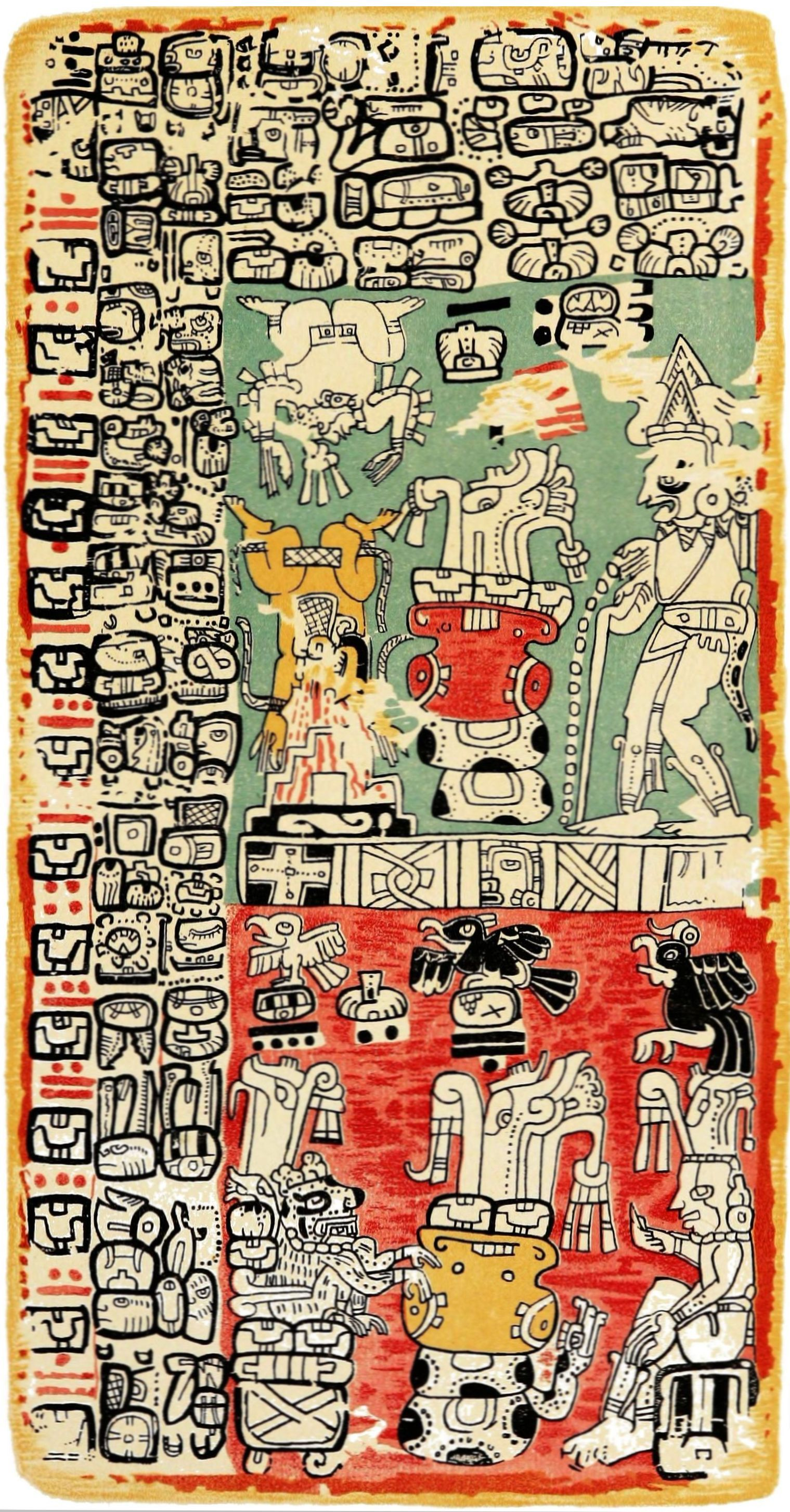
Факсимиле 23-й страницы Рукописи Троано из книги К. Томаса A study of the manuscript Troano (1882)

Двухтомное издание «Троанской рукописи», выпущенной Брассёром де Бурбуром за счёт французского правительства, вызвало рецензии в академических изданиях. Обозреватель Revue Archéologique под инициалами R. S., обратил особое внимание на предисловие, обобщающее воззрения аббата на доколумбово население Американского континента и проблемы происхождения мифологии, письменности и языка. Данная работа названа «обнародованной под ответственность её автора». Брассёр де Бурбур, проведя анализ самой рукописи, определил, что она выполнена на аматле (рецензент называет материал analtés) и является подлинной. Далее он анализирует рукопись в общем контексте мезоамериканских кодексов, привлекая свидетельства Пьера Мартира д’Ангиеры, Лас Касаса, де Ланды, Когольюдо и репродукции из «Древностей Мексики» лорда Кингсборо. Исследователь настаивал, что все народы Америки, расселённые на территории от Соединённых Штатов до Перу, располагали аналогичными книгами, даже «туземцы Дарьена» и Укаяли; инки использовали кипу, а аборигены Каролины — резные палочки или расписные изображения. «Таким образом, графическое искусство первобытных народов Америки, за некоторыми отличиями, представляло собой поразительное единообразие». Однако констатацией данного факта аббат не ограничился, объявив, что остатки иероглифических памятников представляют собой вариации одного и того же сюжета о доисторическом катаклизме, о котором впервые было сказано в «Четырёх письмах из Мексики». Рукопись Троано объявлена великим эпосом Америки, повествующим обо всех фазах катаклизма, предоставляя откровение археологам и надежду лингвистам на прочтение всех подобных рукописей: «Мы надеемся, что г-н Брассёр полностью прав и что будущее докажет его правоту». Доколумбова цивилизация относится к очень далёкому прошлому и к моменту испанского вторжения клонилась к упадку. Колыбелью этой культуры именуется Юкатан и Южные Антильские острова, но данное предложение Брассёра характеризуется как «рискованное», основываясь только на форме иероглифов и гипотетических этимологиях. Якобы знак, обозначающий Кольуакан, воспроизводит гряду Антильских островов, а термин «цветок» (шочитль) обозначает сушу, впервые поднявшуюся из океана, и отождествляемую с Гваделупой. Ступив на этот путь, Брассёр уже не мог остановиться, и в своих обобщениях дошёл до того, что прародиной мировой культуры является Америка, и свет письменности пришёл в Египет, Персию, Индию и Грецию из Юкатана. «Данные соображения высказаны с очевидным намерением подчеркнуть важность исследуемой рукописи». Основываясь на «алфавите Ланда», Брассёр де Бурбур убедительно доказывает, что Рукопись Троано написана на языке майя. Однако далее, давая характеристику этой письменности, аббат вновь переходит к «чрезвычайно странным и недопустимым гипотезам». Его выкладки в области филологии и сравнительной этимологии игнорируют все современные достижения науки в этой области, особенно в отношении тезиса, что сам порядок греческого алфавита, прочитанный на языке майя, даёт полную картину произошедших катастрофических событий. Ещё более сомнительна финальная часть введения: «…г-н Брассёр ограничился объяснением только первых восьми или девяти листов [оригинальной рукописи], предлагая читателю продолжить перевод самостоятельно, используя указания, данные в [его] монографии». По мнению обозревателя, «это и должно было быть главной, если не единственной, частью его исследования». Сам по себе метод интерпретации иероглифического текста признан удачным: дано описание текста, буквальное разъяснение знаков и вольный перевод. «Только смысл этой двойной интерпретации
обычно неясен и иногда непонятен». Таблица демонстрирует сопоставление иероглифов Рукописи Троано с Дрезденской рукописью и надписями из Паленке.
Во втором томе издания Кодекса Троано выводы Брассёра де Бурбура сделались ещё более глобальными, ибо он «выяснил», что в рукописи содержится описание не только конкретного американского катаклизма, но и многих других катастроф, сформировавших современный мир. Страна «Сипактли», которую он в первом томе отождествлял с Антилией, во втором томе отнесена много восточнее; кроме того, Брассёр заявил, что нашёл майяские иероглифы, обозначающие Африку как континент, Сирт, Этну и Сицилию. «Мы считаем и можем повторить ещё раз, что точный и полный перевод удовлетворили бы нас в гораздо большей степени, нежели длинные, хотя и самые гениальные рассуждения о том, что составляет суть рукописи». Выделив мексикано-гватемальскую группу языков, Брассёр утверждает, что именно язык майя сохранил наиболее количество древних элементов, и отдаёт ему приоритет перед другими родственными языками. Однако выводы эти сделаны из сравнительного изучения грамматик, чего явно недостаточно для доказательства. Вместо того, чтобы сравнивать индейские языки между собой, Брассёр де Бурбур начал сопоставлять язык майя с индоевропейскими, а особенно с греческим («чудовищное излишество»). Тем не менее, он не осмелился сделать вывод, что греческий и майяский языки родственны или что греческий произошёл от майяского. В итоге получается грандиозный шифр, в котором множественность комбинаций настолько велика, что позволяет проводить любые аналогии. Толкование же французского местоимения on совершенно иное, нежели в первом томе: там оно признано происходящим из науатля, а во втором томе — от майяского «мы». Впрочем, основную часть второго тома занимает 335-страничный словарь (с французскими и испанскими соответствиями и указанием источников) и хрестоматия, включающая десять текстов. В общем, R. S. заключал, что книги Брассёра способствуют популяризации американистики, но их автора следует упрекнуть в постоянной «апелляции к воображению, а не к здравому смыслу, и готовности пожертвовать истиной ради фатального желания создать что-то новое».
Вышла и немецкая рецензия, подписанная инициалом B., в которой публикация прямо названа «вероятно, самой безумной вещью, которая когда-либо появлялась на свет». Американский астроном Эдвард Синглтон Холден крайне скептически отнёсся к методам Брассёра де Бурбура, называя их «опасными [в теоретическом плане] и сложными в применении», вдобавок, требующими «почти уникальной степени научной осторожности». Проблема коренилась в том, что, если брать за основу фонетической дешифровки «алфавит Ланды», сначала необходимо сформировать общий список читаемых знаков, чтобы использовать его для поиска читаемых фонетических элементов в ещё неизвестных иероглифах. «Теоретически возражений против этой процедуры нет». Беда Брассёра (как и его последователей) в том, что информационная база формируется не до начала работы над дешифровкой, а в ходе этой работы. В результате не получается ничего, кроме «удовлетворения потребности интерпретатора в доказательстве некоторой предвзятой идеи». Структурный анализ, пусть и самый поверхностный, убедил Холдена, что «Рукопись Троано» содержит описание цикла ритуалов, привязанного к фиксации мифа — «рассказа о приключениях нескольких богов майя», а вовсе не эпос о катастрофе, который «обнаружил» Брассёр де Бурбур. В то же время Э. Холден признавал правоту Брассёра, когда тот проводил параллели между изображениями и атрибутами божеств майя и науа, например, Кукульканом и Кецалькоатлем, а также Тлалоком.

## Память

### Судьба библиотеки
В 1872 году Альфонс Пинар приобрёл библиотеку Брассёра де Бурбура, и в 1883 году опубликовал её каталог, включающий 1140 позиций. В рубрике «Америка» было представлено 975 заглавий, наиболее примечательные издания снабжены аннотациями (как девять томов «Древностей Мексики» лорда Кингсборо, № 513), однако рукописные материалы или книжные серии в некоторых случаях перечисляются под одним заголовком, имея собственные номера. Таковы «Разные брошюры о Центральной и Южной Америке» (№ 688, шестнадцать изданий на испанском, английском и французском языках, напечатанные между 1817—1870 годами). В рубрике «Могаук (язык)» (№ 628) перечислены пять печатных изданий и одна рукопись 1787—1862 годов, — миссионерские переводы молитв и Евангелий. Под заголовком «Мексика» (№ 616) четырёхтомный комплект журнала Anales mexicanos за 1860 год, отдельный 16-страничный оттиск статьи Э. Ами об этнографических наблюдениях за микроцефалами 1875 года, испанский перевод «Путешествий» Стефенса, и прочее. Кроме того, Пинар в 1875 году приобрёл коллекцию антиквара Эжена Бобана, в которой было около двух тысяч предметов, включая хрустальный череп. Обанкротившись, в 1878 году Пинар получил финансирование Министерства народного просвещения на мексиканскую экспедицию, отдав антикварную коллекцию, которая была представлена на всемирной выставке и сделалась основой собрания Этнографического музея Трокадеро (ныне Музей человека). В 1884 году Пинар разводился с женой — уроженкой Калифорнии Зелией Наттолл, — и был вынужден начать распродажу библиотеки. Аукцион проходил с 28 января по 5 февраля 1884 года, 37 рукописей были приобретены Американским отделом Национальной библиотеки, а ещё двадцать работ поступило туда из собрания графа Шаранси, который ранее приобрёл их у Пинара. Сюда входила «Родословная владык Тотоникапана». Основная часть книг досталась американским покупателям и была распылена по четырём университетским библиотекам, включая Музей археологии и антропологии Пенсильванского университета. Книги в своей библиотеке с 1868 года Брассёр де Бурбур снабжал греческим экслибрисом «Эврика», благодаря которому на аукционах и при каталогизации книжных собраний «всплывают» издания, не включённые в каталог Пинара, но иногда присутствующие в «Мексикано-Гватемальской библиографии». В 2006 году на аукцион поступил конволют 1569 года De Libatio Africanae, в который вошёл труд 1537 года епископа Виктора де Вите — история африканской христианской церкви до вторжения вандалов; и труд о донатистском расколе 1549 года. Экслибрис указывает, что данное издание прошло через библиотеку аббата Шарля-Этьена Брассёра де Бурбура.

### Историография
Несмотря на прижизненную известность, Брассёр де Бурбур был забыт очень быстро. Сразу после кончины Брассёр упоминался в англо-американской энциклопедии Men of the Time: a Dictionary of Contemporaries (начиная с восьмого издания 1872 года), так в Grand dictionnaire universel du XIXe siècle Ларусса (дополнительный, 16-й том, 1877), где аббату посвящалась статья в 136 строк текста. В издании энциклопедии 1928 года осталась только заметка в десять строк, а затем её перестали печатать. Лишь в 1950-е годы наследием Брассёра заинтересовался археолог-любитель и писатель Леонар Андре-Бонне из Мийо, который получил в Ницце выписку из акта о смерти аббата. В 1955 году в Journal des Flandres (№ 699, 17 апреля), вышла статья, посвящённая Брассёру, и 17 июня 1956 года в его родном городе Бурбур установили мемориальную доску. Церемонию возглавил Гастон Брадье, полномочный министр в Центральной Америке. В честь учёного переименовали также улицу. В 1999 году в его честь назвали частную среднюю школу. От полного собрания публикаций аббата в муниципалитете города Брассёра почти ничего не сохранилось.
В 1957 году вышла первая биография аббата, написанная писателем и юристом, членом Морской академии Леоном Морелем. Книга «По следам конкистадоров: аббат Брассёр де Бурбур, великий фламандский американист» получила умеренную известность, Морель по её мотивам ещё в 1965 году читал публичные лекции и выступал на телевидении. Тем не менее, книга содержит фактические и генеалогические ошибки, много лет повторяемые в прессе и краеведами Бурбура и Дюнкерка, а сам облик Брассёра сильно романтизирован. В 2000 году Робер Нут, плодовитый историк французской Фландрии, опубликовал небольшой труд «Аббат Шарль-Этьен Брассёр, он же Брассёр де Бурбур: фламандец в стране майя», основной объём которого занимала «История Бурбура», написанная будущим аббатом в 1837 году. В 2015 году французский историк-исламовед и научный журналист Жан-Мари Лебон опубликовал в оксфордском издательстве «Археопресс» объёмную биографию Брассёра де Бурбура, материалы для которой собирал с 1975 года, и использовав около 1600 документов, в том числе ранее не вводимых в научный оборот.

## Избранная библиография
Составлена в алфавитном порядке К. Сансон — профессором Таусонского университета. Подробная библиография работ, опубликованных от 1851 до (посмертно) 1967 года, и некоторых неопубликованных рукописей, представлена Кэрролом Эдуардом Мэйсом

### Индеанистика
- Aperçus d’un voyage dans les États de San-Salvador et de Guatemala, par M. l’abbé Brasseur de Bourbourg. Lu dans la séance publique annuelle du 17 avril 1857 // Bulletin de la Société de Géographie de Paris 13 (1857): 272—293.
- A letter from Brasseur de Bourbourg to E. G. Squier, dated Rabinal, August 7, 1855 // Athenaeum, December 8, 1855, 1435—1436.
- Bibliothèque mexico-guatémalienne: précédée d’un coup d’œil sur les études américaines dans leurs rapports avec les études classiques et suivie du tableau par ordre alphabétique des ouvrages de linguistique américaine contenus dans le même volume. Paris: Maisonneuve, 1871.
- De Guatemala à Rabinal: Episode d’un séjour dans l’Amerique Centrale pendant les années 1855 et 1856 // Revue Européenne: Lettres, sciences, arts, voyages, politiques 1 (1859): 46-74, 275—301.
  - De Guatemala a Rabinal // Anales de la Sociedad de Geografia e Historia 20 (1945): 113—218, 232—235, 296—299.
- Dos cartas inéditas del Abate Brasseur de Bourbourg, dirigidas al Doctor José Mariano Padilla, fechadas en Rabinal el 23 mayo y 3 de junio de 1855 // Anales de la Sociedad de Geografía e Historia 16 (1940): 298—303.
- Gramatica de la lengua quiche: Grammaire de la langue quichée, espagnole-française mise en parallèle avec ses deux dialectes, cakchiquel et tzutuhil, tirée des manuscrits des meilleurs auteurs guatémaliens. Ouvrage accompagné de notes philologiques avec un vocabulaire… et suivi d’un essai sur la poésie, la musique, la danse et l’art servant d’introduction au Rabinal-Achi, drame indigène avec sa musique originale, texte quiché et traduction français en regard. Paris: Arthus-Bertrand, 1862.
- Histoire des nations civilisées du Mexique et de l’Amérique-Centrale, durant les siècles antérieurs à Christophe Colomb, écrite sur des documents originaux et entièrement inédits, puisées aux anciennes archives des indigènes. 4 vols. — Paris : Arthus-Bertrand, 1857.
- Lettre à M. Léon de Rosny sur la découverte de documents relatifs à la haute antiquité américaine, et sur le déchiffrement et l’interprétation de l’ écriture phonétique et figurative de la langue maya. Paris: Amyot, 1869.
- Lettres pour servir d’introduction à l’histoire primitive des nations civilisées de l’Amérique septentrionale, adressées à Monsieur le duc de Valmy, par l’abbé É.-C. Brasseur de Bourbourg. Cartas para servir de introducción á la historia primitiva de las naciones civilizadas de la América setentrional, Texte français et traduction espagnole en regard. Mexico: M. Murguía, 1851.
- Manuscrit troano: études sur le système graphique et la langue des Mayas. — Paris : Imprimerie impériale, 1869—1870. — Т. I—II.
  - R. S. [Review of Manuscrit Troano, by B. de Bourbourg] :  [фр.] // Revue Archéologique. — 1870. — № 21. — P. 213—216. — JSTOR 41755430.
  - R. S. [Review of Manuscrit Troano. Études sur le système graphique et la langue des Mayas, Tome second, by B. de Bourbourg] :  [фр.] // Revue Archéologique. — 1871. — № 22. — P. 257—260. — JSTOR 41736736.
  - B. [Review of Manuscrit Troano (Mission scientifique en Mexique), T. I. & II, by B. de Bourbourg] :  [нем.] // Zeitschrift Für Ethnologie. — 1870. — № 2. — P. 341—342. — JSTOR 23025957.
- Notes d’un voyage dans l’Amérique Centrale: Lettres à M. Alfred Maury // Nouvelles annales des voyages, de la géographie, de l’histoire et de l’archéologie 147, pt. 3 (1855): 129—158.
- Popol Vuh. Le Livre Sacré Et Les Mythes De L’antiquité Américaine: Avec Les Livres Héroïques Et Historiques Des Quichés. Ouvrage Original Des Indigènes De Guatémala, Texte Quiché Et Traduction Française En Regard. — Paris : Arthus-Bertrand, 1861.
- Relation des choses de Yucatan de Diego de Landa; texte espagnol et traduction française en regard, comprenant les signes du calendrier et de l’alphabet hiéroglyphique de la langue maya, accompagné de documents divers historiques et chronologiques, avec une grammaire et un vocabulaire abrégés françaismaya; précédés d’un essai sur les sources de l’histoire primitive du Mexique et de l’Amèrique Centrale, etc., d’après les monuments égyptiens, et de l’histoire primitive de l’Egypte d’après les monuments américains, par l’abbé Brasseur de Bourbourg. Paris: A. Durand, 1864.
- Sommaire des voyages scientifiques et des travaux de géographie, d’histoire, d’archéologie et de philologie américaines publiés par M. l’abée Brasseur de Bourbourg. Saint-Cloud: Imprimerie Mme Veuve Belin, 1862.
- Voyage sur l’isthme de Tehuantepec dans l’état de Chiapas et la République de Guatemala, exécuté dans les années 1859 et 1860. — Paris : Arthus-Bertrand, 1861.
- Voyage sur l’isthme de Tehuantepec dans l’état de Chiapas et la République de Guatemala, exécuté dans les années 1859 et 1860 // Nouvelles annales des voyages, de la géographie, de l’histoire et de l’archéologie 172, pt. 4 (1861): 129—196, 274—370; 173, pt. 1 (1862): 47—89.

### Беллетристика и священная история
- Auguste Fauvel. Lille: L. Lefort, 1843.
- Eugénie de Revel, souvenirs des dernières années du XVIIIe siècle. Lille: L. Lefort, 1845.
- La Famille irlandaise, ou les conséquences d’une première faute, ouvrage imité de l’anglais. Lille: L. Lefort, 1843.
- Jérusalem, tableau de l’histoire et des vicissitudes de cette ville célèbre depuis son origine la plus reculée jusqu’à nos jours. Lille: L. Lefort, 1843.
- Le Khalife de Bagdad, ou l’Exilée, scènes de la vie orientale au IXe siècle. Paris: Sagnier, et Bray, 1853.
- Le martyr de la croix, épisode du siège d’Antioche. Lille: L. Lefort, 1844.
- Selim, ou le Pacha de Salonique. Lille: L. Lefort, 1848.
- Le Sérapéon, épisode de l’histoire du IVe siècle. Paris: Debécourt, 1839.
- Wilhem ou Le pardon du chrétien: histoire du règne de Philippe II. Lille: L. Lefort, 1849.

### Комментарии
1. ↑  В прижизненных документах имя имело множество вариаций: «Шарль Брассёр», «Шарль-Этьен Брассёр», «Этьен-Шарль Брассёр», и т. д. Написание малой родины также отличалось: Boubourg, Baubourg, Bourboug, Buorbourg, Bombourg, Bourbonrg, Boarbourg, Bourboars[5].
2. ↑  Одним из наиболее активных членов Института был Люсьен де Рони де Лоос — отец одного из первых американистов Франции Леона де Рони, который 16 лет подряд сотрудничал с Брассёр де Бурбуром[12].
3. ↑  По мнению Жана-Мари Лебона, выбор духовного призвания предопределялся социальной средой и экономическими условиями: старший брат Жюль стал торговцем в Дюнкерке, Гюстав пошёл в армию, а Шарлю-Этьену выпала духовная стезя — стандартная ситуация для буржуазии того времени. В конце жизни Брассёр де Бурбур откровенно заявил, что «чувствовал непреодолимую антипатию к университету»: в общей сложности, чтобы завершить среднее образование, ему понадобилось 19 лет[13].
4. ↑  Эфраиму Скуайеру он сообщал следующее: «Архивы кабильдо[исп.] всё ещё содержат очень ценные материалы по истории этой страны со времён конкисты; много оригинальных писем Альварадо и его спутников и Лас Касаса; там я видел также оригинальную рукопись Берналя Диаса дель Кастильо, которая во многом отличается от печатного издания»[39].
5. ↑  Согласно другой версии, в Рабинале не было врача, и аббат излечил представителя местного знатного семейства, укоренённого в индейской культуре, который отблагодарил его тем, что за двенадцать дней надиктовал полный текст драмы на языке киче. Далее его информаторы правили орфографию и проверяли разбиение на слова, а затем Брассёр обратился к словарям и грамматикам[41].
6. ↑  На середину XIX века приходится расцвет разнообразных научных обществ. По подсчётам Жана-Пьера Шалена, только во Франции и её колониях насчитывалось около тысячи учёных обществ с двумястами тысячами членов, что было примерно в пять раз больше, чем членов масонских лож. Общество американистов было первым, которое регулярно информировало учёных и публику о событиях на Американском континенте, выпустив, по меньшей мере, 157 публикаций[48].
7. ↑  Теуантепекская компания получила привилегию на пересечение перешейка в 1857 году, но мексиканские власти запретили её деятельность и арестовали активы. В 1859 году президент Бенито Хуарес снял арест и восстановил права компании; США официально признали его законным главой Мексики примерно за месяц до прибытия в страну Брассёра де Бурбура. В декабре того же года Сенат США отклонил Договор Маклейна-Окампо, по которому Соединённые Штаты получали бессрочное право организации межокеанского транзита через Теуантепекский перешеек[51].
8. ↑  14 мая 1859 года в Париже было официально основано Этнографическое общество, членом-основателем которого заочно избрали и Брассёра де Бурбура[52].
9. ↑  Брассёр де Бурбур объяснял расовыми причинами возникшую в Мексике гражданскую смуту: правящий класс Мексики был исключительно креольским; именно креолы возглавили борьбу за независимость от Испании и монополизировали собственность и привилегии, доставшиеся им от колониальной эпохи. В борьбе против колонизаторов участвовали также метисы (городские налогоплательщики) и крестьяне-индейцы, которые ничего не получили от смены политического режима. Лозунги либерализма и консерватизма только прикрывали откровенные политические мотивы. Результатом стала в том числе Юкатанская война рас. Иными словами, «либералы» по большей части оставались «добрыми католиками», стремившимися избавиться от «иностранного господства» и восстановить общественное единство[53].
10. ↑  Как отмечал Ж.-М. Лебон, совершенно не исследованы связи и знакомства Брассёра в высшем обществе. Между тем, вновь обнаруженные материалы переписки указывают, что он после 1840-х годов поддерживал общение с графом д’Э и королевой Марией-Амалией[69].
11. ↑  По-видимому, Брассёр де Бурбур некритически воспринял мнение У. Прескотта, что письменные знаки индейцев «расположены в основном горизонтально, но также и перпендикулярно и…, по-видимому, читались справа налево». Между тем, в доступной аббату части кодекса был сохранившийся священный календарь, последовательность дней которого приводилась у де Ланда и могла бы позволить понять, что текст в кодексе следовал сверху вниз и слева направо[71].
12. ↑  Жан-Мари Лебон утверждал, что аббат впал в грех гордыни. Желая сохранить монополию на свои источники о мезоамериканских цивилизациях, он избегал обсуждения своих гипотез на заседаниях научных обществ и в периодической печати. Его навязчивая сосредоточенность на вулканах и землетрясениях заставила его игнорировать факт, что ни в одной рукописи майя нет изображений гор, вулканов, моря или океана[73].
13. ↑  Впервые так его охарактеризовал Уильям Гейтс в 1932 году[83].
14. ↑  По подсчётам Ж.-М. Лебона, дистанция путешествий Брассёр де Бурбура, включая канадскую эпопею и поездки в Италию, составляла примерно 146 600 км, считаемых по трассам океанских и речных пароходных линий, железных дорог и больших шоссе. Точную протяжённость поездок по Мексике, Гватемале и Гондурасу определить не удалось[84].

### Словарно-энциклопедические издания
- Bandelier A. F. Charles Etienne, Abbé Brasseur de Bourbourg (англ.). Catholic Encyclopedia. New York: Robert Appleton Company. New Advent (1907). Дата обращения: 5 мая 2025.
- Brasseur de Bourbourg, L'Abbé Charles Etienne // Le Grand Dictionnaire universel du XIXe siècle: français, historique, géographique, mythologique, bibliographique… :  [фр.] / par M. Pierre Larousse. — Paris : Administration du grand Dictionnaire universel, 1877. — Т. 16. Supplément: AA — Zuylen van Nyevelt. — P. 411. — 1322 p.
- Brasseur de Bourbourg Charles-Étienne // Men of the time : a dictionary of contemporaries, containing biographical notices of eminent characters of both sexes / Ed. by Thompson Cooper. — Eighth ed. — London ; New York : G. Routledge and sons, 1872. — P. 138—139. — vii, 1008 p.
- Mace C. E. Charles Étienne Brasseur de Bourbourg, 1814—1874 // Handbook of Middle American Indians / General Editor R. Wauchope; Volume Editor H. W. Cline; Associate Volume Editor J. B. Glass. — London, Austin : University of Texas Press, 1973. — Vol. 13: Guide to Ethnohistorical Sources, part II. — P. 298—325. — ISBN 0-292-70153-5.
- Prevost Urkidi N. Brasseur de Bourbourg, Charles Étienne // The Oxford encyclopedia of Mesoamerican cultures: the civilizations of Mexico and Central America / editor in chief by David Carrasco. — Oxford University Press, Inc., 2001. — Vol. 1. — P. 104—105. — xix, 451 p. — ISBN 0-19-514255-1.
- Sylvain P. Brasseur de Bourbourg, Charles-Étienne (англ.). Dictionary of Canadian Biography (1972).

### Биографии, монографии, статьи, переводы
- Adams H. The Abbé Brasseur de Bourbourg :  [англ.] // Proceedings of the American Antiquarian Society. — 1891. — April. — P. 274—290.
- Brunhouse R. L. Charles Etienne Brasseur de Bourbourg // In Search of the Maya: The First Archaeologists. — Albuquerque : University of New Mexico Press, 1973. — P. 113—135. — x, 243 p. — ISBN 0-8263-0276-9.
- Catalogue des livres rares et précieux, manuscrits et imprimés : principalement sur l'Amérique et sur les langues du monde entier, composant la bibliothèque de M. Alph.-L. Pinart  et comprenant en totalité la bibliothèque Mexico-Guatémalienne de m. l'abbé Brasseur de Bourbourg :  [фр.]. — Paris : Vve A. Labitte, 1883. — viii, 248 p.
- The decipherment of ancient Maya writing / edited by Stephen Houston, Oswaldo Chinchilla Mazariegos, and David Stuart. — Norman : University of Oklahoma Press, 2001. — 551 p. — ISBN 0-8061-3204-3.
- Ferrer Muñoz M. Brasseur de Bourbourg ante las realidades indígenas de México // La imagen del México decimonónico de los visitantes extranjeros: ¿un estado-nación o un mosaico plurinacional? :  [исп.] / Coordinador Manuel Ferrer Muñoz. — México : Universidad Nacional Autónoma de México, 2002. — P. 261—286. — 376 p. — (Instituto de Investigaciones de Jurídica. Serie Doctrina Jurídica, Núm. 56). — 500 экз. — ISBN 968-36-9318-0.
- Jordan P. The Atlantis syndrome. — Stroud, Gloucestershire : Sutton Publishing, 2001. — vii, 309 p. — ISBN 0-7509-3518-9.
- Lebon Jean-Marie. Charles-Étienne Brasseur de Bourbourg, premier grand mayaniste de France :  [фр.]. — Oxford : Archaeopress, 2015. — xii, 377 p. — ISBN 978-1-78491-098-3.
- The Manuscript Hunter: Brasseur de Bourbourg’s Travels Through Central America and Mexico, 1854—1859 / Translated and edited by Katia Sainson. — Norman, OK : University of Oklahoma Press, 2017. — xiii, 288 p. — (The American Exploration and Travel Series; 84). — ISBN 978-0-8061-5502-9.
- Moreel L. Sur les pas des conquistadors, l'Abbé Brasseur de Bourbourg, un grand Américaniste Flamand :  [фр.] / avec une préface de Son Excellence le Dr Ignacio Morones Prieto. — Bourbourg : Librairie Outteryck, 1957.
- Wauchope R. Lost Tribes and Sunken Continents: Myth and Method in the Study of the American Indians / University of Chicago Press. — Chicago & London, 1962. — xii, 155 p. — ISBN 0-226-87635-7.
  - Уокоп Р. Затонувшие материки и тайны исчезнувших племён / Пер. с англ. Э. В. Зиберта, А. Д. Дриздо ; Под ред. и с предисл. д-ра ист. наук Ю. В. Кнорозова. — М. : Мир, 1966. — 151 с.
- Брассёр-де-Бурбур, Шарль-Этьен // Энциклопедический словарь Брокгауза и Ефрона : в 86 т. (82 т. и 4 доп.). — СПб., 1890—1907.
- Диэго де Ланда. Сообщение о делах в Юкатане, 1566 г. : Репринт. изд. 1955 г. / Пер. со староисп., ввод. ст. [с. 3—96] и примеч. Ю. В. Кнорозова. — М. : Науч.-изд. центр «Ладомир», 1994. — 272, XVIII, [32] с. — ISBN 5-86218-150-4.
- Кнорозов Ю. В. Письменность индейцев майя. — М.—Л.: Изд-во АН СССР, 1963. — 664 с.
- Ко, Майкл. Разгадка кода майя: как учёные расшифровали письменность древней цивилизации / перевод с английского Д. Д. Беляева. — М. : Эксмо, 2021. — 416 с. — (Кругозор Дениса Пескова). — ISBN 978-5-04-109243-6.
- Пополь-Вух; Родословная владык Тотоникапана : Пер. с яз. киче : Репринт. воспроизведение текста изд. 1959 г. / Изд. подготовил Р. В. Кинжалов. — М. : Науч.-изд. центр «Ладомир» : Наука, 1993. — 252 с. — (Литературные памятники). — ISBN 5-86218-043-5.
- Спрэг де Камп Л. Потерянные континенты[англ.] / Пер. с англ. О. О. Дмитриевой. — М. : Центрполиграф, 2007. — 351, [1] с. — ISBN 978-5-9524-2584-2.